# Église Saint-Gervais-et-Saint-Protais de Vaudancourt
L'église Saint-Gervais-et-Saint-Protais est une église catholique paroissiale située à Vaudancourt, dans le département de l'Oise, en France. C'est un petit édifice de style majoritairement gothique flamboyant, construit à la première moitié du XVIe siècle sur la base d'un édifice de plan cruciforme du début du XIIIe siècle. Seul le croisillon nord et le clocher en bâtière, qui constitue en même temps l'élément le plus remarquable de l'église, ont été laissés en place. Même la base du clocher, en même temps croisée du transept, a été entièrement reprise en sous-œuvre, et paraît entièrement flamboyante à l'intérieur. Une chapelle a été ajoutée dans l'angle entre nef et croisillon nord, et la nef a été dédoublée par la construction d'un collatéral du côté sud. Ces travaux ont probablement été achevés en 1544. Puis la nef a été voûtée d'ogives. Sa largeur considérable alliée à une faible hauteur motivèrent la soustraction d'un étroit couloir à la superficie de la nef du côté nord. C'est là l'une des particularités de l'église de Vaudancourt, avec la faible profondeur de l'abside quadrangulaire, et l'enfilade de quatre pignons au sud. L'église Saint-Gervais-et-Saint-Protais a été inscrite monument historique par arrêté du 8 janvier 1993. Elle est aujourd'hui affiliée à la paroisse Saint-François-d'Assise du Vexin avec siège à Chaumont-en-Vexin, qui a suspendu la célébration des messes dominicales en 2018.

## Localisation

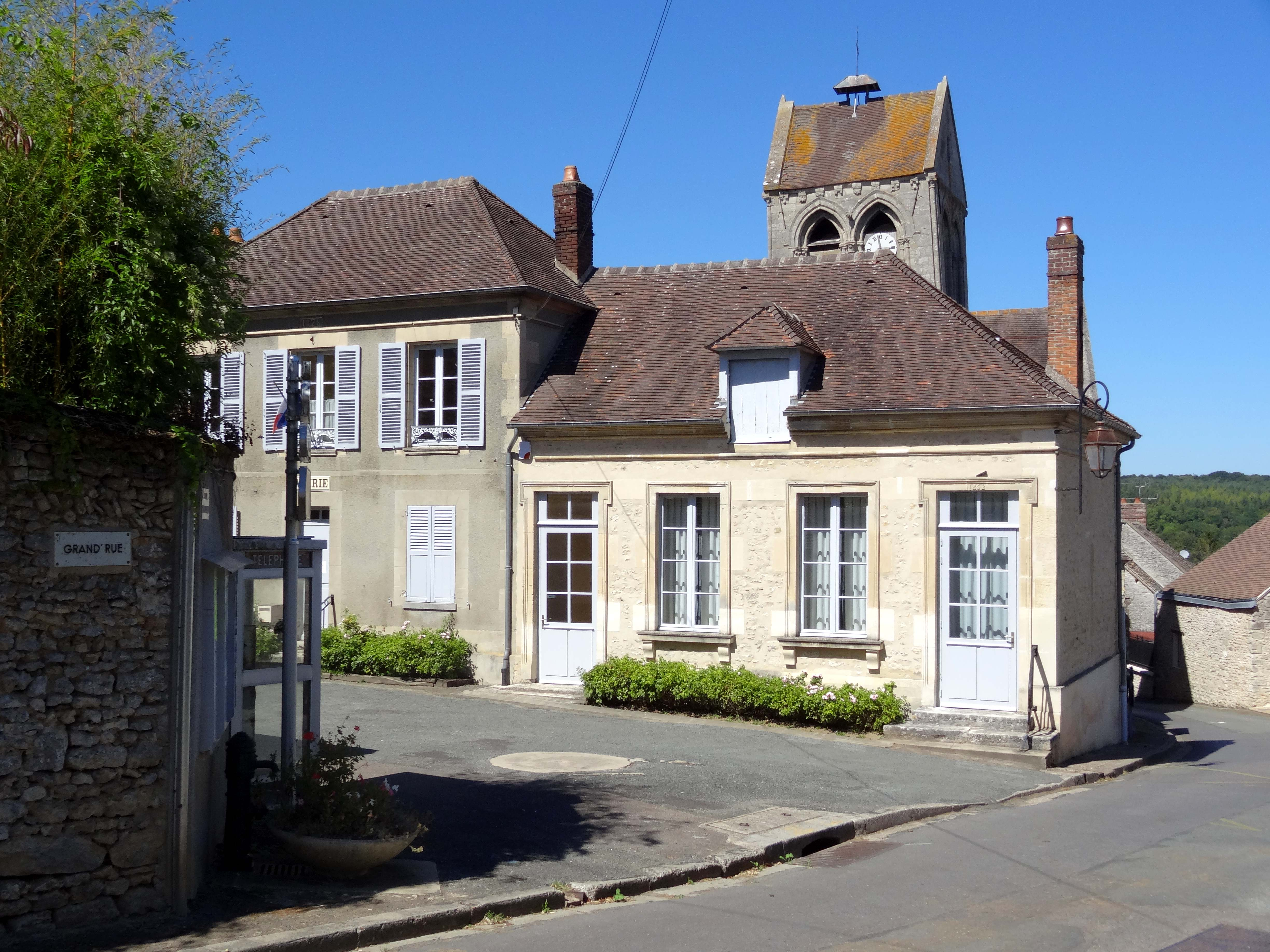
Mairie et clocher.

L'église Saint-Gervais-et-Saint-Protais est située en France, en région Hauts-de-France et dans le département de l'Oise, dans le Vexin français, dans la commune de Vaudancourt, au centre du village, à l'intersection de la Grand-Rue et de la rue de la vieille Côte qui constitue le prolongement de la première, près du carrefour avec la route de Montjavoult, qui part en direction de l'est. Le chevet donne immédiatement sur la rue de la vieille Côte, et l'église est bâtie perpendiculairement à celle-ci. Au sud, l'église est flanquée de l'étroit jardin de la mairie, qui est clos par des murs, et délimitée au sud par le bâtiment de la mairie. De ce fait, il n'est guère possible d'apprécier l'élévation méridionale de l'église dans son ensemble. Il en va de même de la façade occidentale, qui est desservie par une ruelle reliant la place de la mairie à la rue du Château, et donne presque immédiatement sur le mur d'une maison voisine et de son annexe. Seule l'élévation septentrionale est bien dégagée. Elle est bordée par l'ancien cimetière, et visible depuis la rue de la vieille Côte ainsi que depuis la rue du Château, qui aboutit sur la première en arrivant depuis l'ouest. Du fait du dénivelé important de la rue de la vieille Côte, qui descend vers le nord, l'ancien cimetière domine largement les deux rues, et la différence de niveau donne lieu à un mur de soutènement. En arrivant par la rue du Château, il faut gravir un escalier pour accéder à la ruelle qui dessert le portail dans la façade occidentale, mais un accès de plain-pied est possible par la place de la mairie.

## Historique

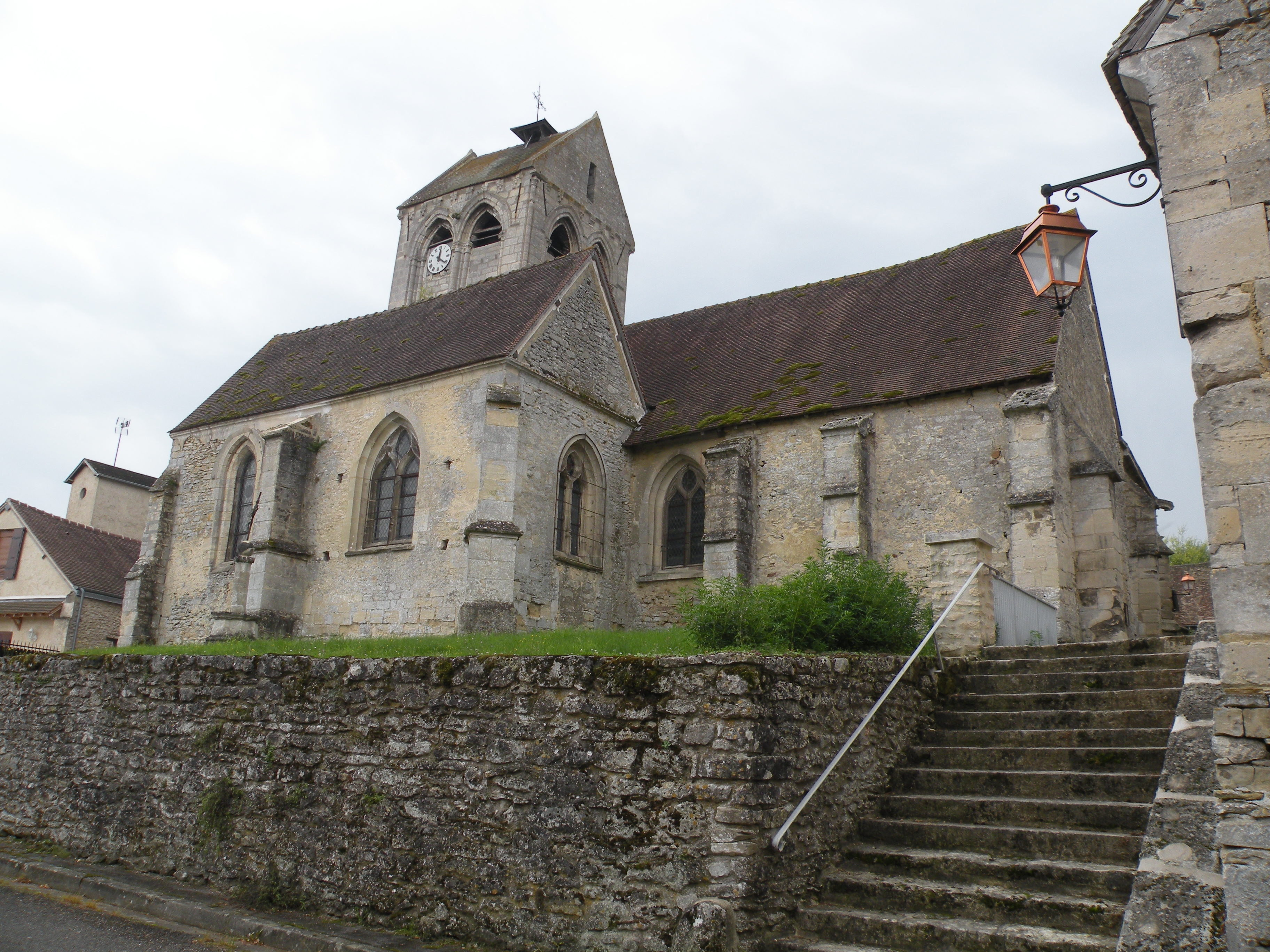
Vue depuis le nord-ouest.

Les premières mentions du village apparaissent dans les textes à la fin du XIe et au début du XIIe siècle. La date de fondation de la paroisse n'est pas connue. Ses saints patrons sont saint Gervais et saint Protais. Sous l'Ancien Régime, la paroisse relève du doyenné de Magny-en-Vexin, de l'archidiaconé du Vexin français avec siège à Pontoise, et de l'archidiocèse de Rouen. Le collateur de la cure est le chapitre de la collégiale royale Saint-Mellon de Pontoise, comme pour la collégiale de Gisors et l'église voisine de Saint-Gervais. Sous la Révolution française, les hiérarchies ecclésiastiques sont bouleversées, et le Vexin français est partagé entre le nouveau diocèse de Versailles et le diocèse de Beauvais. Vaudancourt est rattaché à ce dernier, dont le territoire correspond désormais au département de l'Oise. Dans le cadre de la définition de quarante-cinq nouvelles paroisses à l'échelle du diocèse en 1996, motivée par le manque de prêtres, Vaudancourt est rattaché à la paroisse Vexin-Sud. Au début de l'année 2015, les trois paroisses de Vexin-Nord, Chaumont-en-Vexin et Vexin-Sud fusionnent pour former la nouvelle paroisse Saint-François-d'Assise du Vexin, qui s'étend sur quarante-huit communes,. Les messes dominicales ont été arrêtées en 2018, mais l'église accueille néanmoins quelques célébrations particulières.
L'église comporte des éléments de deux principales époques, et est issue d'au moins quatre campagnes de construction, sans tenir compte de celles dont ne reste plus aucun élément visible en élévation. Le clocher en bâtière central et le croisillon nord du transept constituent les parties les plus anciennes. Elles sont de style gothique, et datables du début du XIIIe siècle. La base du clocher, en même temps croisée du transept, a été reprise en sous-œuvre à la période flamboyante, pendant la première moitié du XVIe siècle, et le croisillon sud ainsi que l'abside ont été entièrement rebâtis à cette occasion. Toujours pendant la première moitié du XVIe siècle, la nef a été dotée d'un collatéral du côté sud, et d'une chapelle qui accompagne seulement sa dernière travée du côté nord. La date inscrite sur les fonts baptismaux placés au début du collatéral, 1544, peut être considérée comme la date d'achèvement approximative. La large nef non voûtée qui existe à cette époque est enfin remplacée par la construction actuelle voûtée d'ogives. Son importante largeur oblige à soustraire à la nef un étroit couloir du côté nord, qui peut être considéré comme l'amorce d'un deuxième bas-côté. Ces travaux ont lieu vers le milieu du XVIe siècle, quand l'influence de la Renaissance se fait ressentir. En 1928, l'un des piliers du clocher fléchit, et la voûte de la base du clocher, qui menace ruine, doit être consolidée. En 1975, l'un des piliers du clocher s'effondre en partie, et l'église doit être fermée au public. Pour sauver l'église, le carré du transept bénéficie tout d'abord d'une restauration en 1977/1979. Les travaux sont dirigés par l'architecte en chef des monuments historiques, Maurice Legendre. Les autres parties de l'église sont restaurées par la suite, et l'église Saint-Gervais-et-Saint-Protais se présente aujourd'hui dans un état satisfaisant. Elle est inscrite monument historique par arrêté du 8 janvier 1993.

## Description

### Aperçu général

Plan de l'église.

Régulièrement orientée, l'église répond à un plan dissymétrique. Elle se compose d'une nef de trois travées flanqué d'un bas-côté au sud, et d'un étroit couloir au nord ; d'un transept dont le croisillon nord est plus ancien que les deux autres travées ; d'une chapelle d'une travée dans l'angle entre le couloir et le croisillon nord ; et d'une abside rectangulaire très peu profonde. Une sacristie occupe l'angle entre croisillon sud et abside. La croisée du transept sert de base au clocher en bâtière. L'ensemble de l'église est voûtée d'ogives, et à un unique niveau d'élévation. Seules les travées du couloir sont sommairement voûtées en berceau perpendiculairement à l'axe de l'édifice. Le portail occidental constitue l'unique accès. Le vaisseau central est muni d'une toiture à deux rampants interrompue par le clocher, avec un pignon en façade et un autre au chevet. Les travées du collatéral sud et du croisillon sud sont recouvertes individuellement par des toits en bâtière perpendiculaires à l'axe de l'édifice, avec donc une enfilade de quatre travées au sud. La chapelle et le croisillon nord possèdent un toit en bâtière parallèle à l'axe de l'édifice.

### Intérieur

#### Collatéral sud et chapelle nord

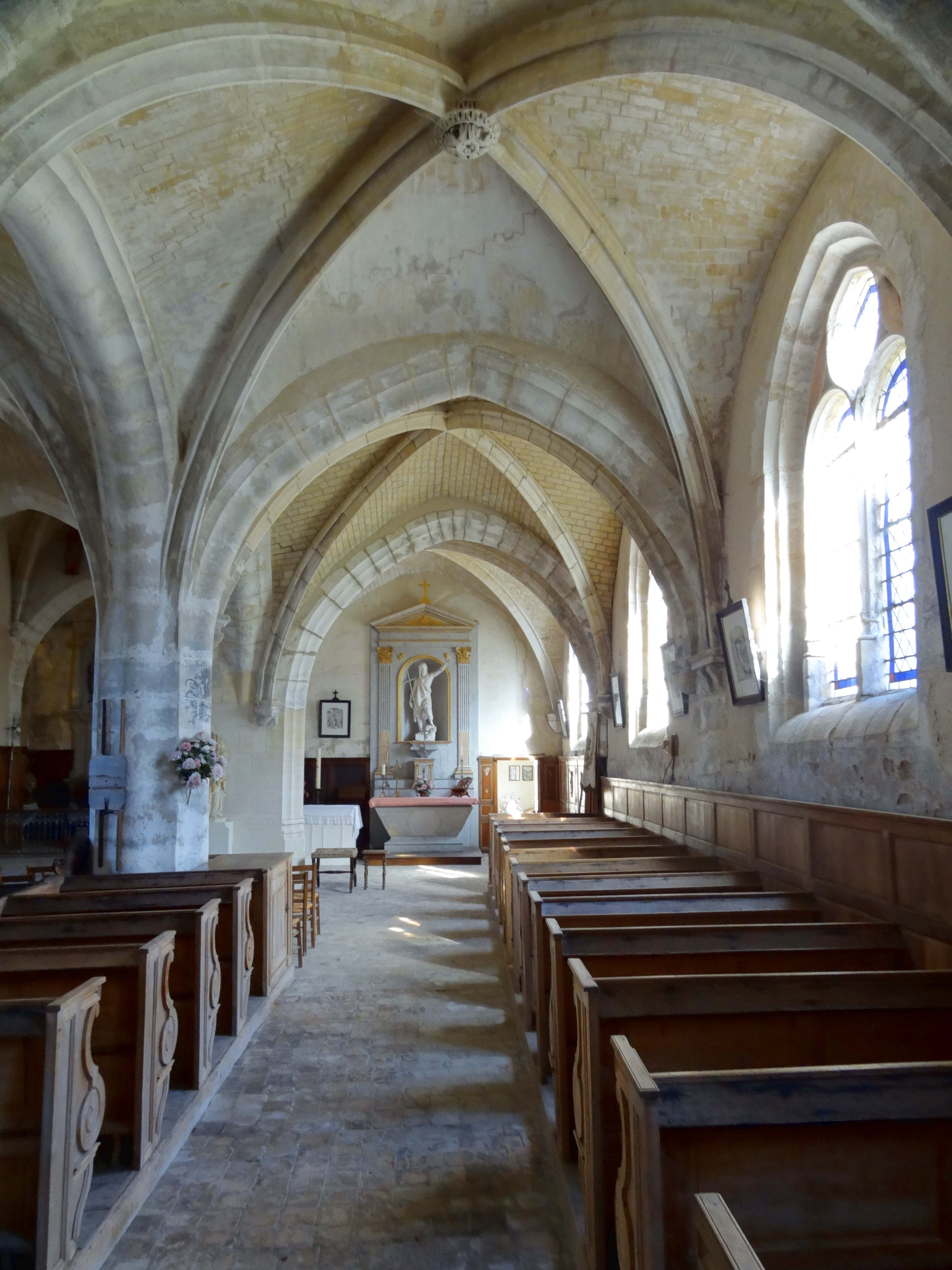
Collatéral sud, 2e travée, vue vers l'est.

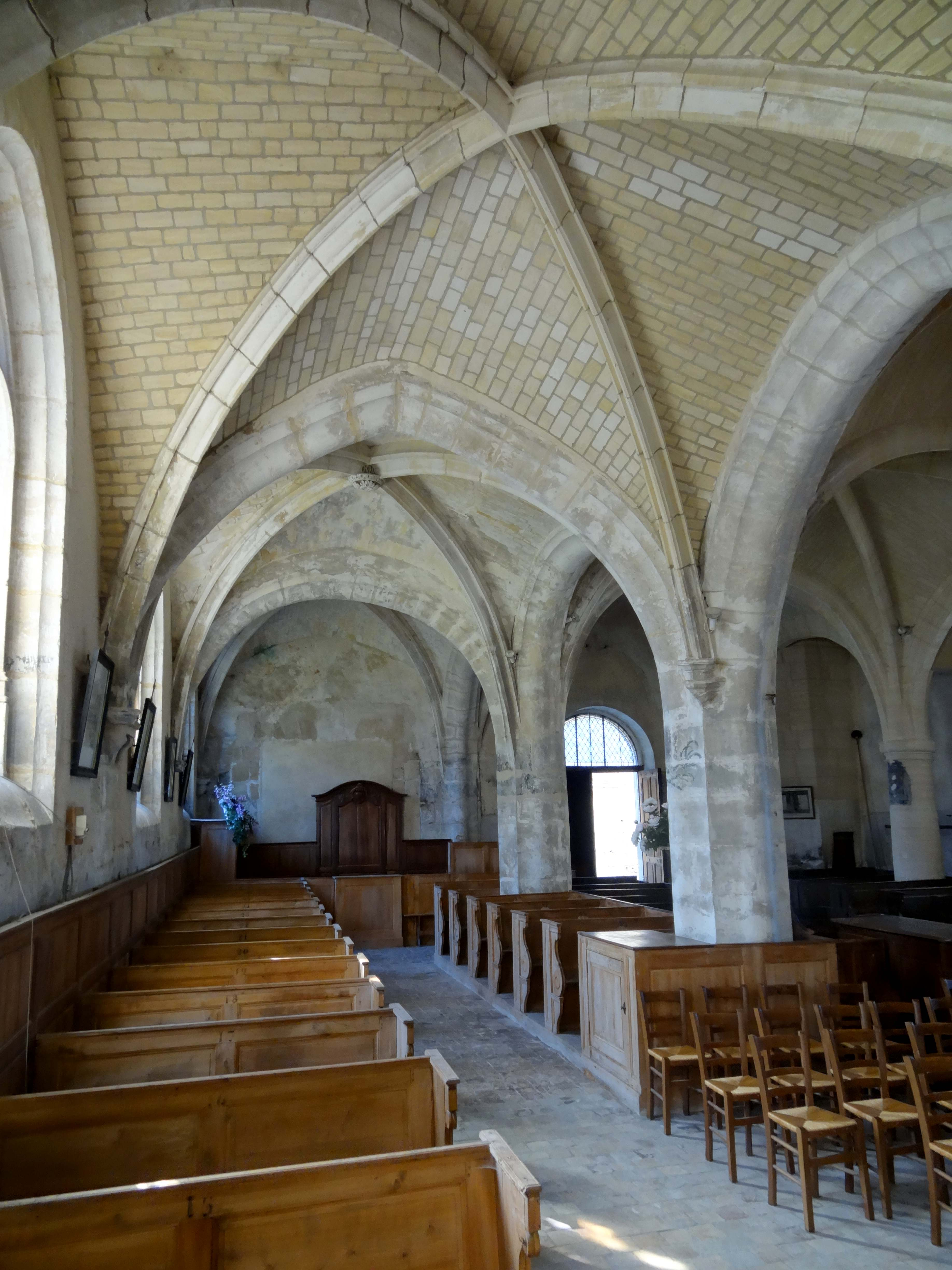
Collatéral sud, 3e travée, vue vers l'ouest.

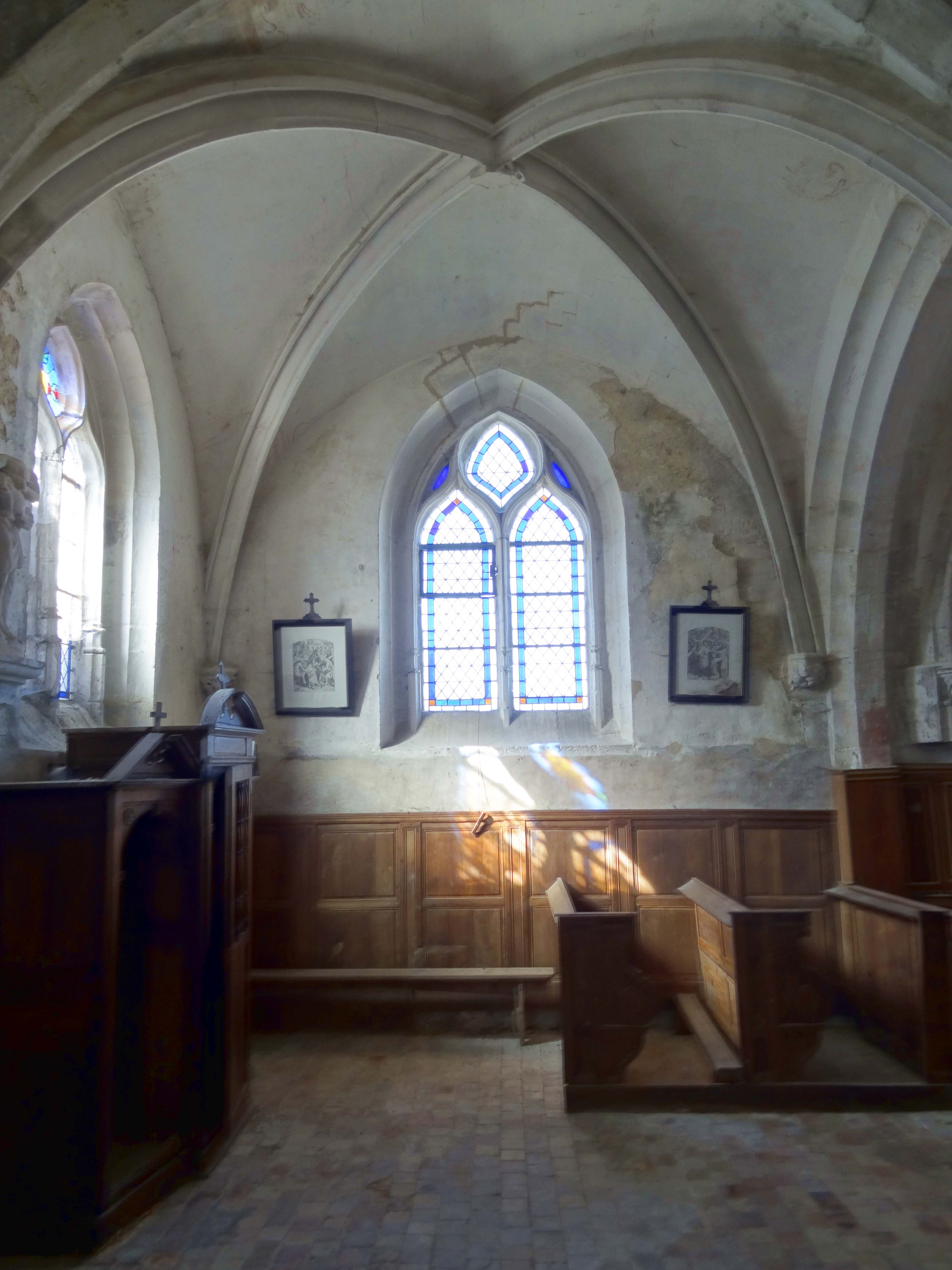
Chapelle nord, vue vers le nord.

Il convient d'évoquer le collatéral sud avant la nef, car il est antérieur à cette dernière (dans la forme qu'elle reçut vers le milieu du XVIe siècle), et forme une entité avec les grandes arcades du sud. Pour désigner ce vaisseau, le terme de bas-côté n'est pas tout à fait approprié, car il n'y a pas de différence de hauteur entre nef et collatéral. Monique Richard-Rivoire écrit à ce propos : « Eugène Lefèvre-Pontalis pensait que, dans l'Île-de-France, les nefs flamboyantes sans éclairage direct étaient toujours ainsi plus élevées que les bas-côtés. En fait, nous trouvons en Vexin français des exemples plus nombreux encore d'édifices dont les collatéraux ont la même hauteur que le vaisseau central. Ce sont les nefs de Montjavoult, de Parnes du côté sud ; de Jambville, d'Oinville-sur-Montcient, de Vaudancourt, de Boury, de Limay, de Fontenay-Saint-Père, de Villers-en-Arthies ». Il n'est pas sans intérêt d'observer qu'à Arthies, Boury-en-Vexin, Jambville, Oinville-sur-Montcient, Lierville et Pressagny-l'Orgueilleux, l'on ajouta également un unique bas-côté flamboyant à côté d'une nef unique plus ancienne, dont on prévoyait le voûtement en même temps. En l'occurrence, un collatéral nord a bien été entamé, mais est resté limité à une seule travée. Rien n'indique par ailleurs que son prolongement vers l'ouest était concrètement projeté. — Contrairement à certaines églises, que l'on peut qualifier d'église-halle ou à double vaisseau, il n'y a à Vaudancourt pas de risque de confusion entre nef et collatéral, car le portail ainsi que le sanctuaire se situent dans l'axe de la nef, et le collatéral est moins large. Pendant quelque temps, le collatéral a possédé lui aussi son portail occidental. Il était rectangulaire, et visiblement de style néo-classique. Après son bouchage en 1849, il n'a pas été remplacé par une fenêtre.
La construction de toutes pièces de grandes arcades lors de l'adjonction d'un collatéral n'est pas systématique, mais pratiquement la règle à la période flamboyante, contrairement au Moyen Âge ; par défaut, les grandes arcades plus anciennes sont retaillées. À Vaudancourt, c'est le cas des arcades faisant communiquer le la chapelle latérale nord avec la nef et le croisillon adjacent. Le profil de ces arcades retaillées se compose généralement de plusieurs facettes concaves et d'un intrados méplat. C'est aussi le cas à Vaudancourt. D'autres exemples sont la croisée du transept de Berville, le chœur de Magny-en-Vexin, les arcades sous le clocher de Précy-sur-Oise, les grandes arcades de La Roche-Guyon, les grandes arcades du sud de Saint-Clair-sur-Epte, la croisée du transept de Vétheuil ; etc. En comparaison avec ces trois arcades, les grandes arcades du sud, de même celles qui entourent la croisée du transept, affichent un gros boudin en forme de double doucine entre deux fines moulures concaves. Bordée d'un nombre variable de rainures ou de gorges plus ou moins larges, ce boudin apparaît sur la plupart des grandes arcades de la première moitié du XVIe siècle dans le Vexin qui ne sont pas concernés par le profil précédemment décrit. Les profils beaucoup plus complexes et très variés mis au point au XVe siècle ne parviennent finalement pas à s'imposer. En raison des toits en bâtière indépendants à chaque travée, les deux arc-doubleaux perpendiculaires sont analogues aux grandes arcades, alors qu'ils adoptent généralement le profil des ogives à la période flamboyante. Ce parti confère une certaine lourdeur à l'architecture, et le tracé surbaissé des arcades et doubleaux va dans le même sens. Le premier doubleau intermédiaire et les deux premières grandes arcades sont même en plein cintre, de même que les voûtains des deux premières travées, ce qui donne à penser que la construction progressa d'est en ouest, et que ce furent les influences de la Renaissance qui motivèrent le recours au plein cintre.
Les fenêtres fournissent une autre indication sur l'ordre de construction. Elles sont toutes en arc brisé, et entourées d'une fine moulure concave et d'une gorge, mais dans la chapelle latérale nord, les deux lancettes sont aigües, et terminées en accolade, alors que dans le collatéral sud, elles sont en plein cintre. Elles sont surmontées d'un soufflet simplifié, ou d'un losange en ce qui concerne la première et la troisième travée du sud, et de deux mouchettes, qui sont évidemment plus larges dans le cas des losanges. La chapelle a donc été bâtie avant le collatéral. Tant dans le collatéral que dans la chapelle, les ogives affichent une déclinaison du profil habituel dans le Vexin français. Selon Monique Richard-Rivoire, « il se compose de facettes concaves séparées par des arêtes vives qui s'amortissent par un méplat, avec deux autres méplats saillants qui encadrent ce méplat terminal ». En l'occurrence, le maître d'œuvre a fait l'économie des méplats (ou plutôt filets) qui encadrent le filet terminal. Celui-ci est seulement flanqué de deux fines moulures concaves. Le maître d'œuvre a également fait l'économie des arcs formerets. Les clés de voûte sont néanmoins pourvues d'un décor sculpté soigné, sauf dans la troisième travée du sud, où les ogives se croisent simplement. Dans le collatéral sud, les clés sont inspirés par la Renaissance. Monique Richard-Rivoire commente : « De bonne heure l'art de la Renaissance se manifeste dans leur décoration : il n'est pas rare que des clés de voûte soient sculptées de rosaces ou de têtes d'angelots dans le goût de la Renaissance alors que les nervures des voûtes ont encore un profil gothique. C'est le cas à Montagny, Vaudancourt, Parnes, Chaumont, Serans, Cléry-en-Vexin, Genainville ». Ici, les motifs sont respectivement des oves et des dards entourant des volutes affrontées et une rosette, ou des tulipes entourant des feuillages et une rosette. Dans la chapelle latérale nord, l'on trouve un écusson vierge en forme de cuir découpé tenu par un petit personnage, dont l'on aperçoit la tête et les bras.
Au revers de la façade et à l'intersection des grandes arcades, les arcades et les nervures des voûtes se fondent directement dans des piliers ondulés. Les deux piliers libres sont à quatre renflements, formés par deux doucines affrontées, et séparés par autant d'arêtes saillantes. Selon Monique Richard-Rivoire, les arêtes permettent d'obtenir un effet de brisure de lumière beaucoup plus heureux qu'avec les piliers ondulés ordinaires. Elle fait le rapprochement avec les piliers de Guiseniers, Jambville, Lierville, Notre-Dame-de-l'Isle et Oinville-sur-Montcient. Les piliers reposent directement sur les socles, comme à Boury-en-Vexin, Jambville et Oinville-sur-Montcient. Le pilier engagé à l'est correspond à la moitié des piliers libres. Il n'y a pas de pilier à la fin des grandes arcades. La dernière grande arcade bute contre le massif de maçonnerie qui forme la pile sud-ouest du clocher. Le profil de l'arcade séparant le collatéral du croisillon sud, et le profil des deux arcades de la chapelle latérale nord, se continue sur les piédroits. Il y a toutefois des bases et des socles. Au droit du mur gouttereau côté sud, les deux doubleaux perpendiculaires et les ogives voisines sont reçus respectivement sur une imposte moulurée, et sur un tailloir rectangulaire reposant sur des corbeaux moulurés d'inspiration Renaissance. Des culs-de-lampe polygonaux, aux corbeilles non sculptées, sont réservés aux ogives dans l'angle sud-ouest de la première travée, et dans les angles nord-ouest, nord-est et sud-est de la troisième travée du collatéral. Dans le cas de l'angle nord-ouest de la troisième travée, le principe des nervures pénétrantes généralement appliqué sur les grandes arcades de Vaudancourt n'est respecté, et le cul-de-lampe fait double emploi avec le pilier libre des grandes arcades. Des culs-de-lampe beaucoup plus élaborés, aux corbeilles sculptées, se trouvent dans les angles de la chapelle latérale nord. Les motifs sont des feuilles de chou frisées et une figure grotesque.

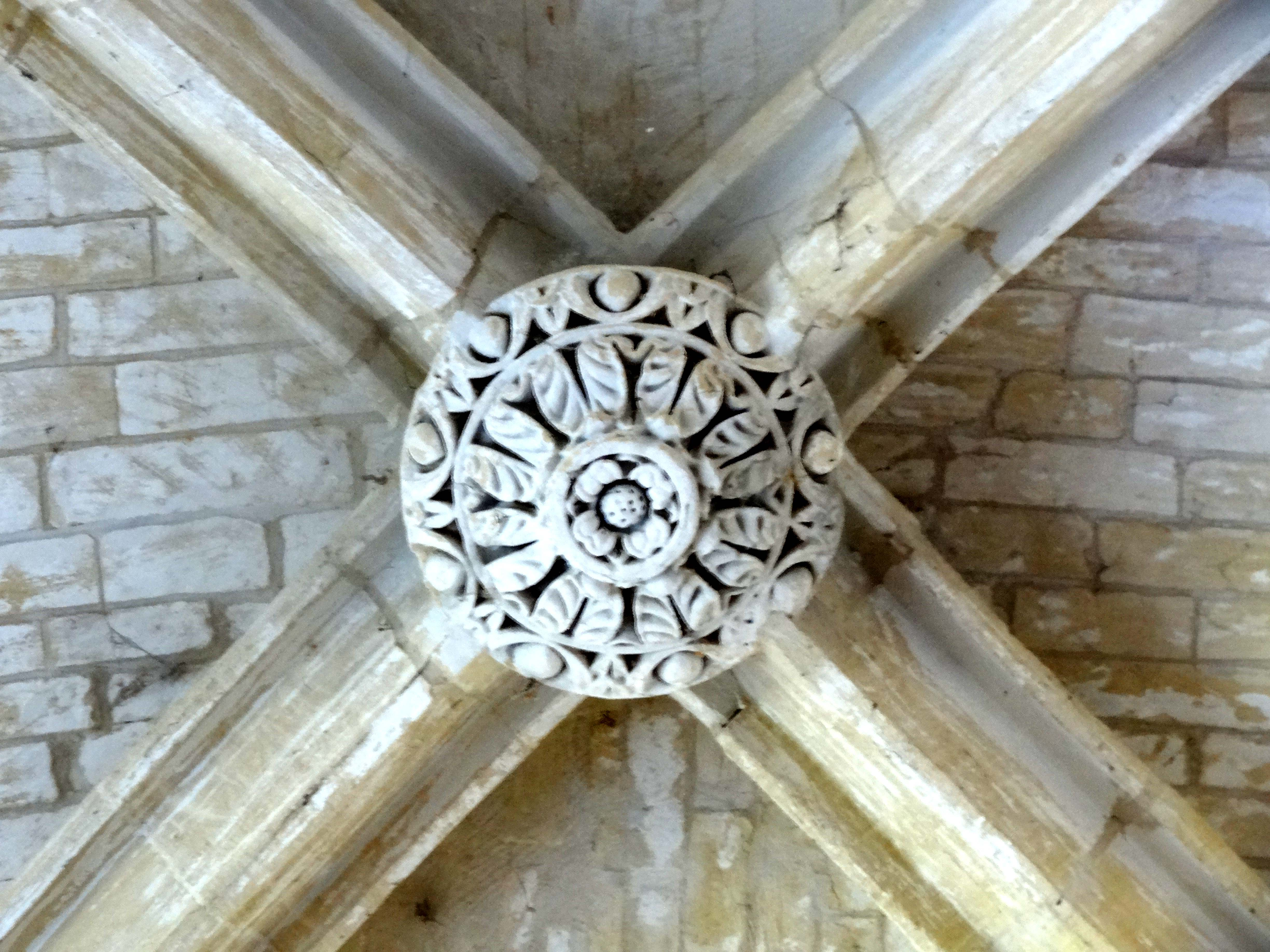
Collatéral sud, clé de voûte de la 1re travée.
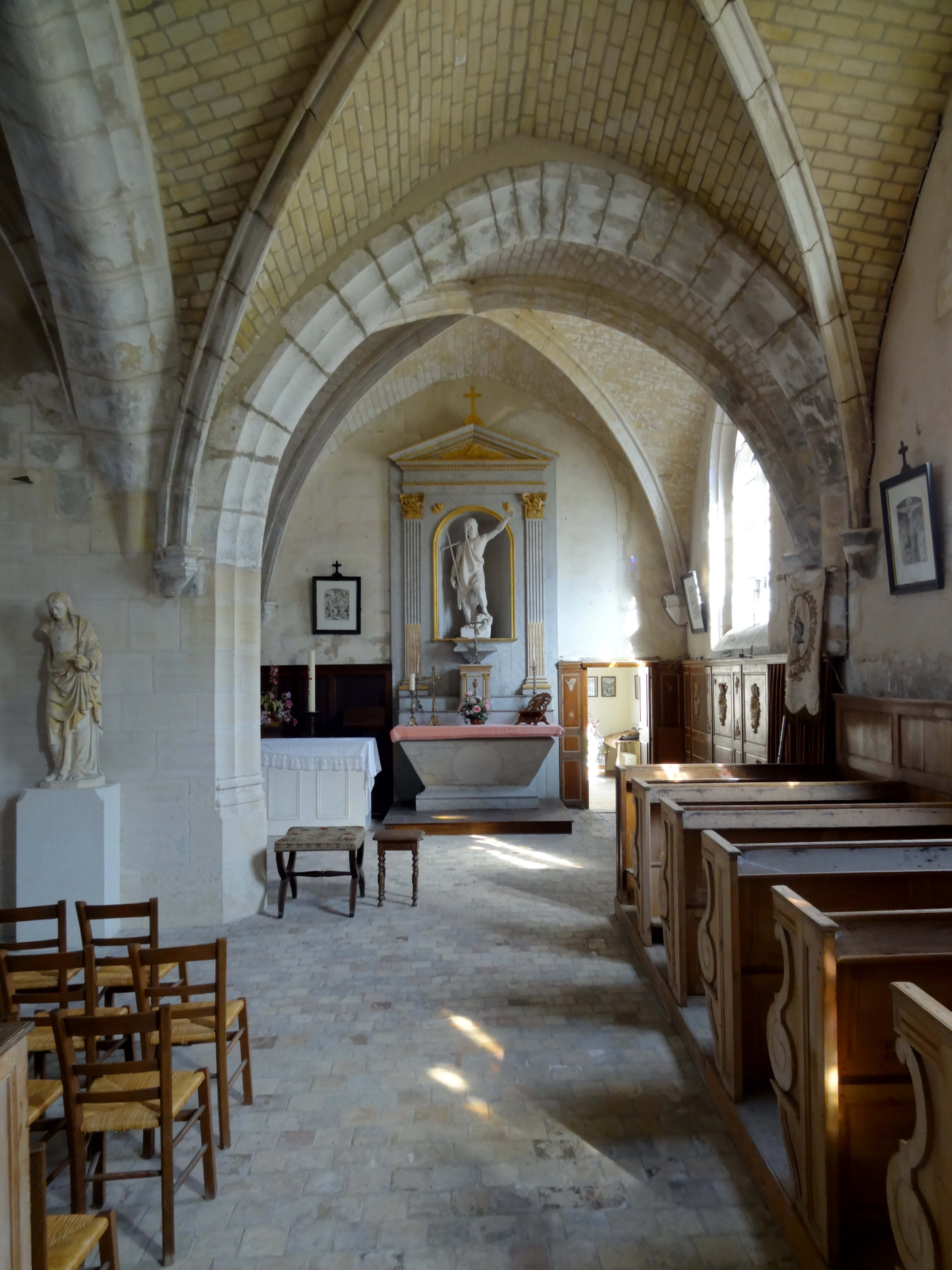
Collatéral sud, 3e travée, vue vers l'est.
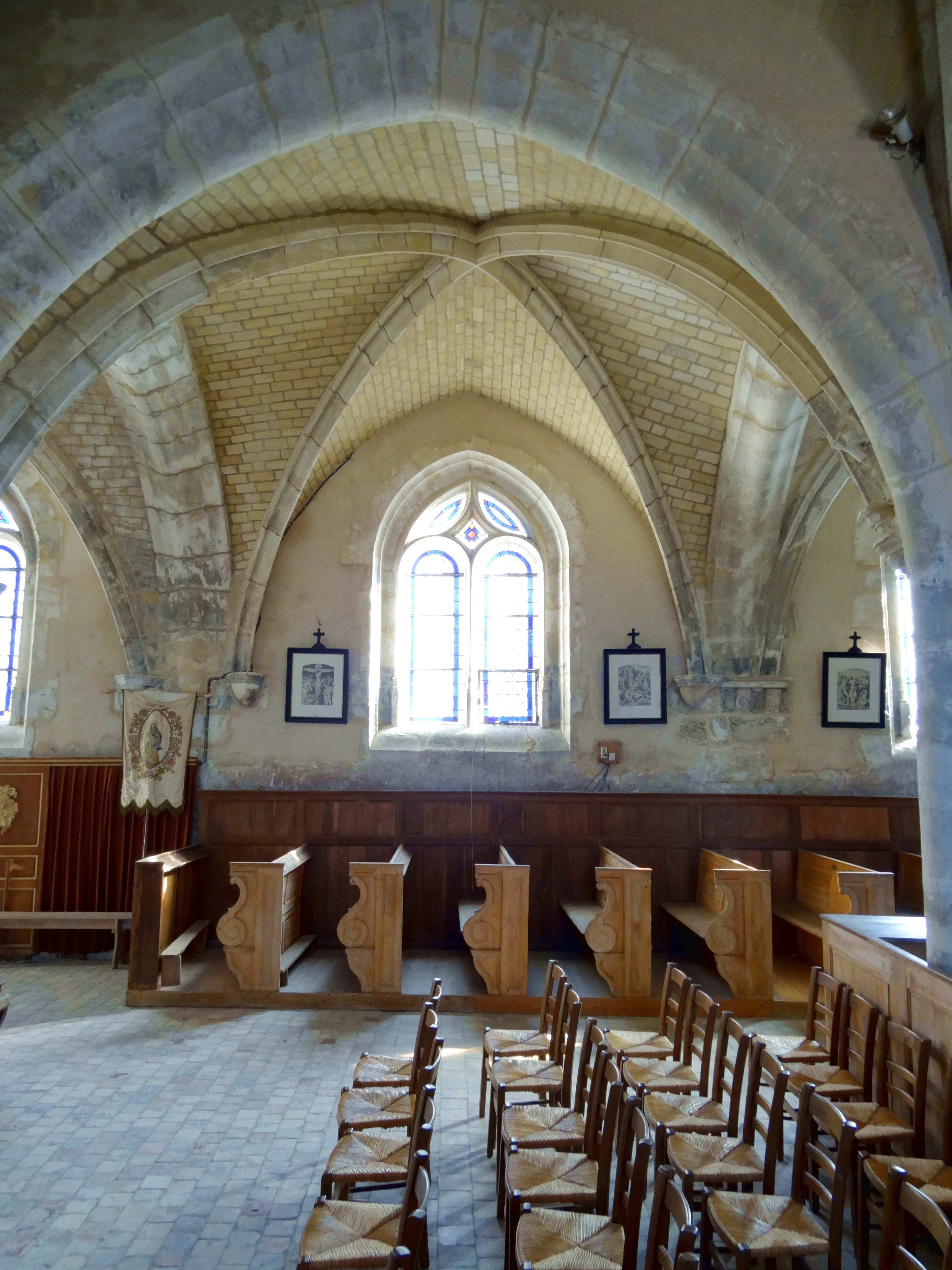
Collatéral sud, 3e travée, vue vers le sud.
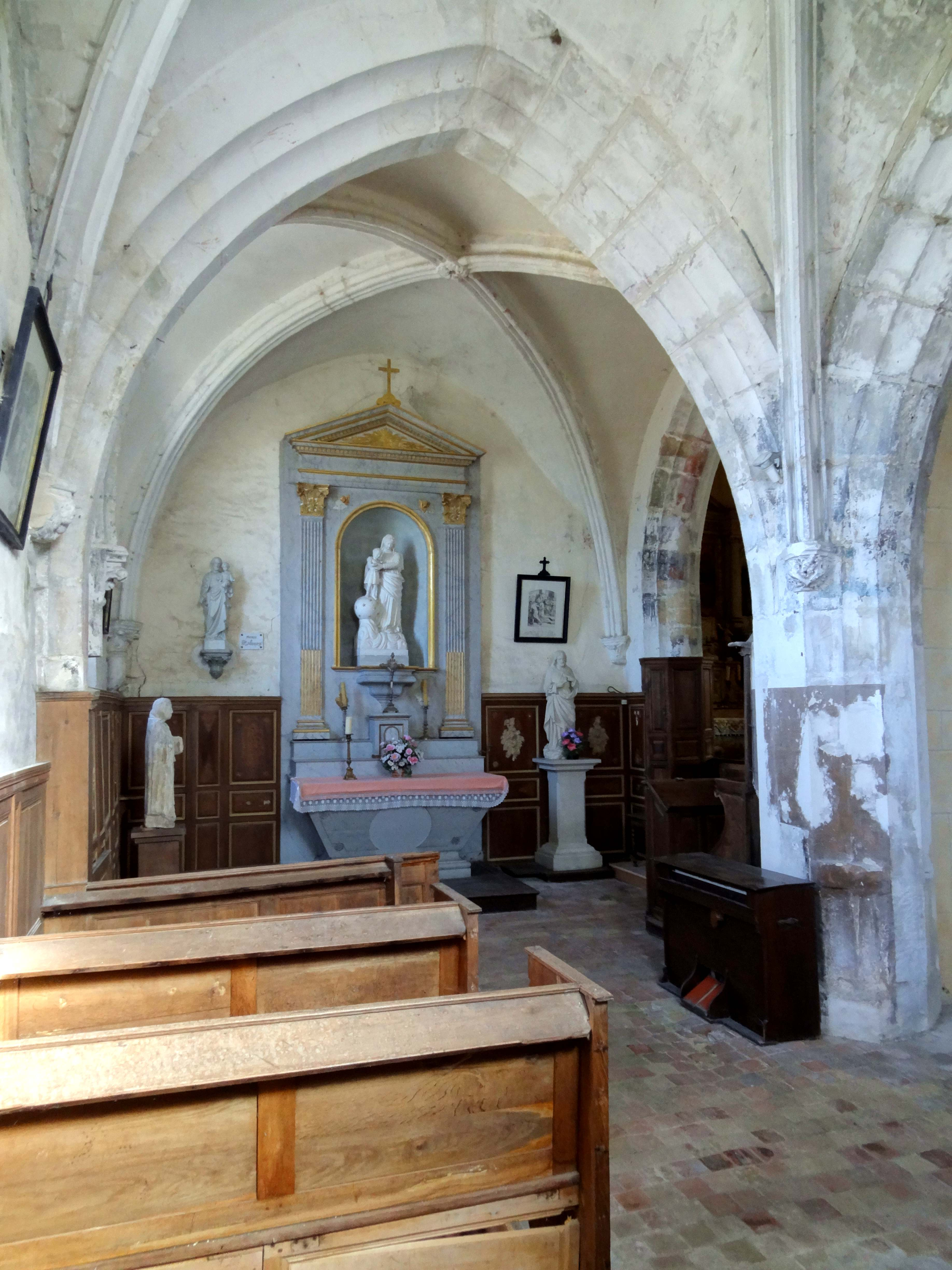
Chapelle nord, vue vers l'est dans le croisillon.
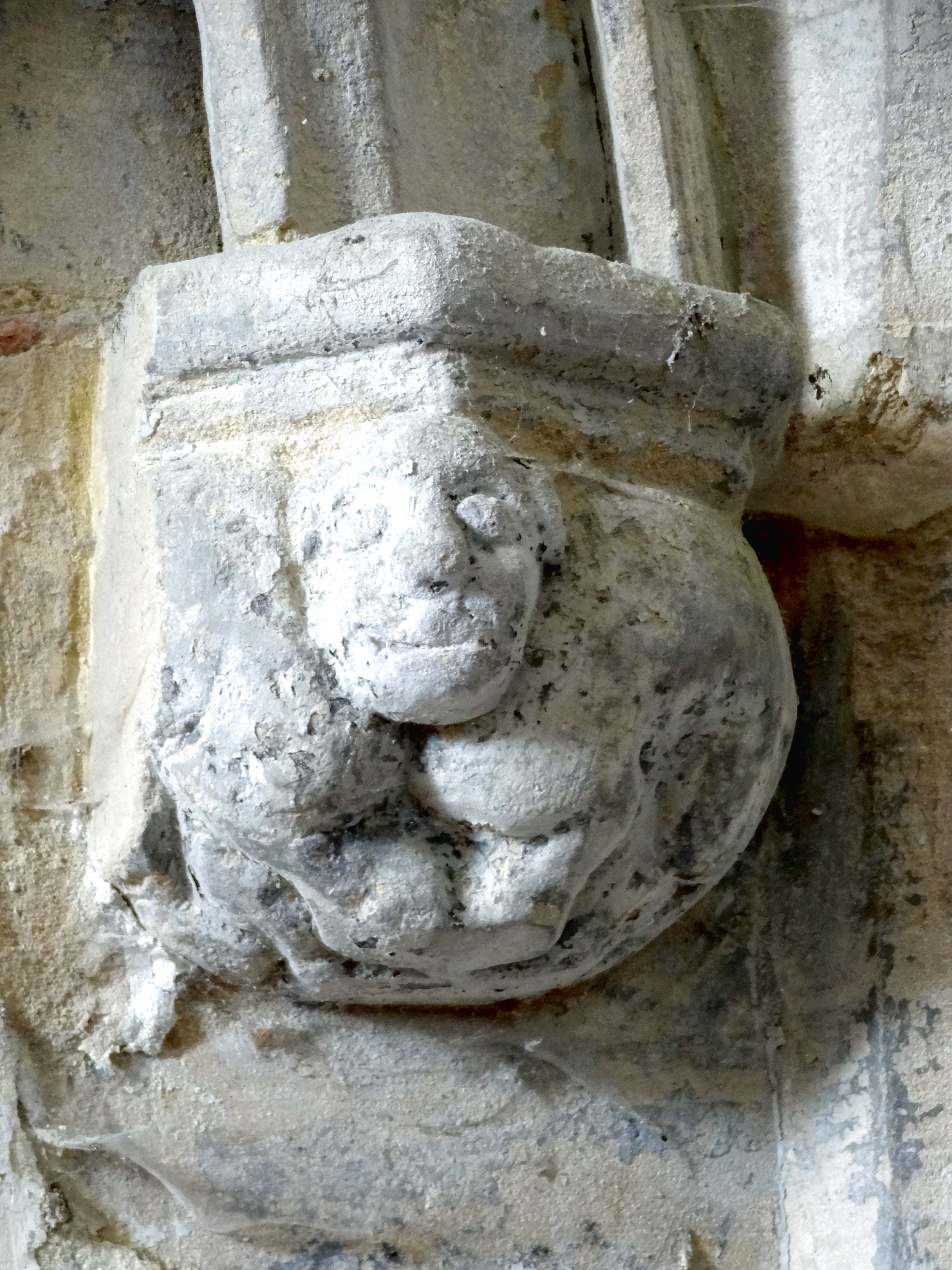
Chapelle nord, cul-de-lampe dans un angle.
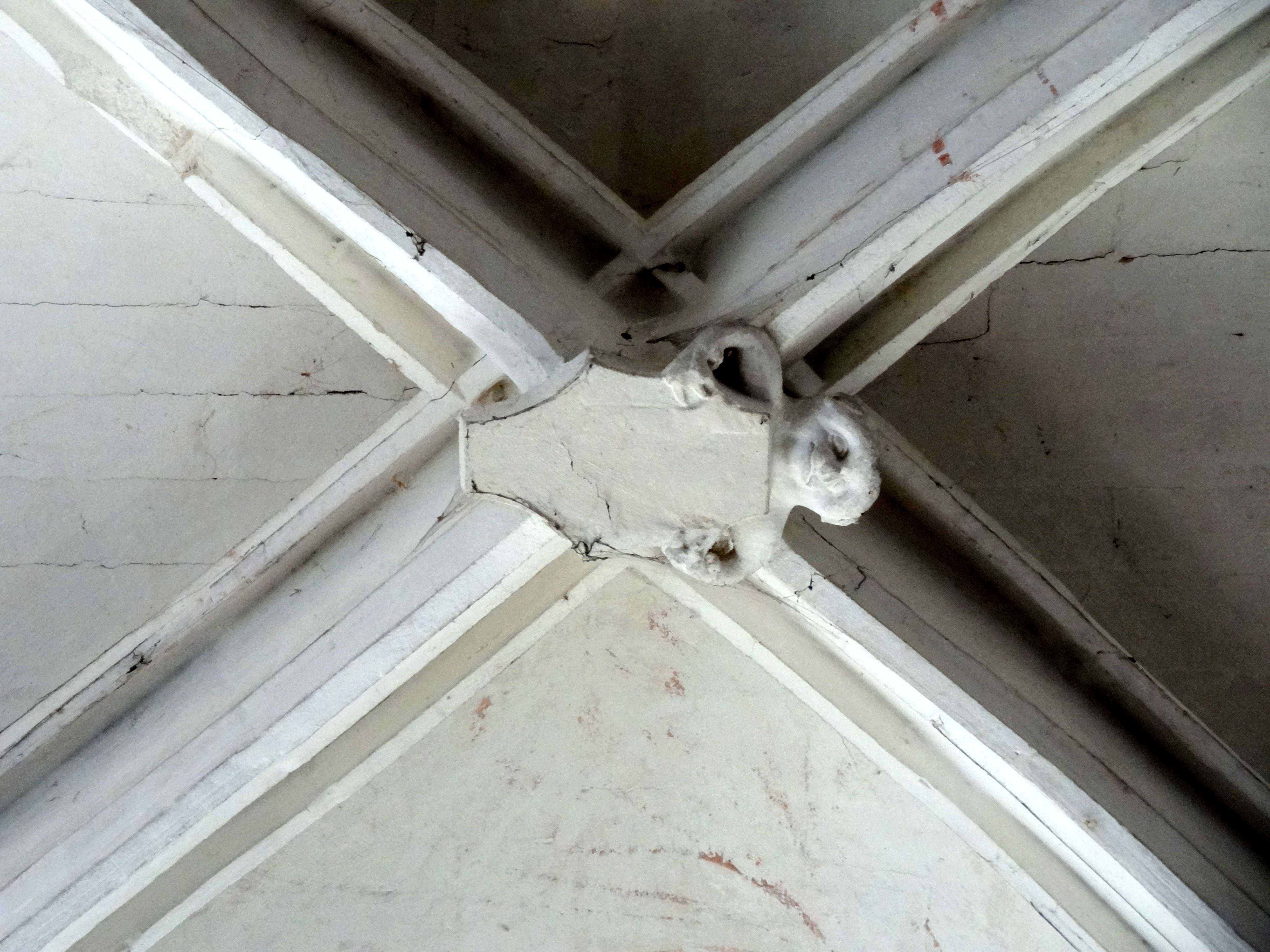
Chapelle latérale nord, clé de voûte.

#### Nef et couloir

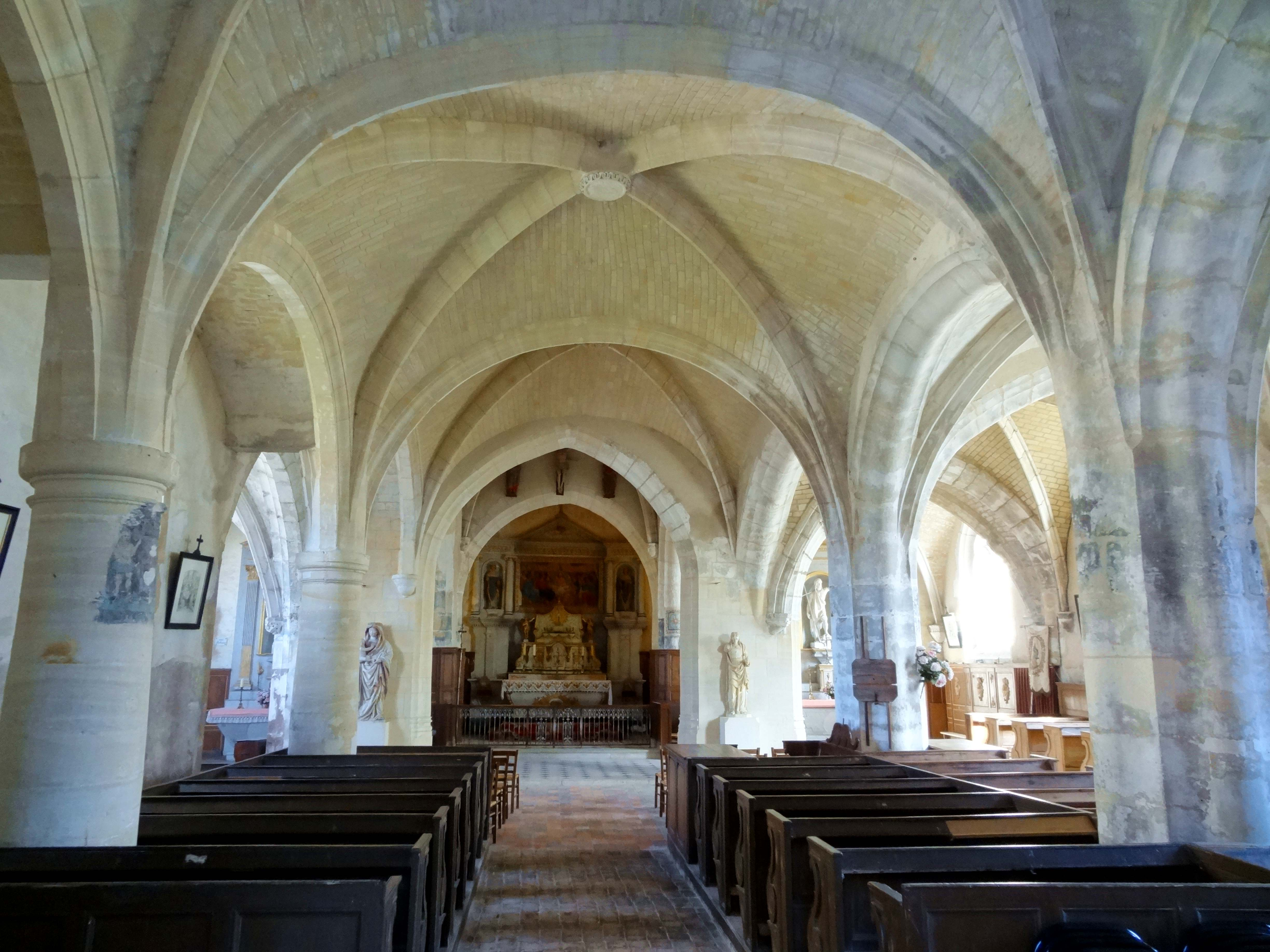
Nef, 1re travée, vue vers l'est.

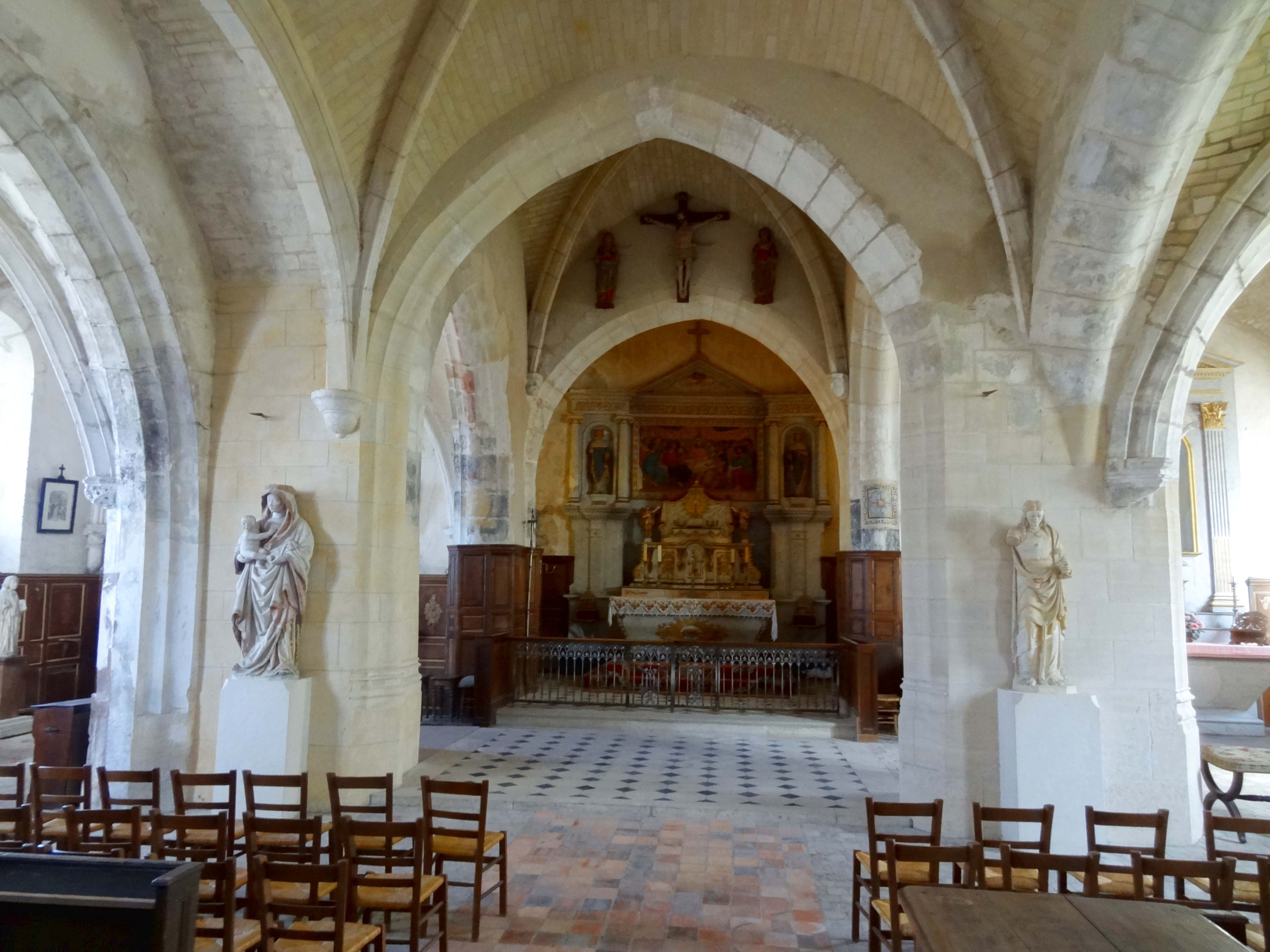
Nef, 3e travée, vue vers l'est.

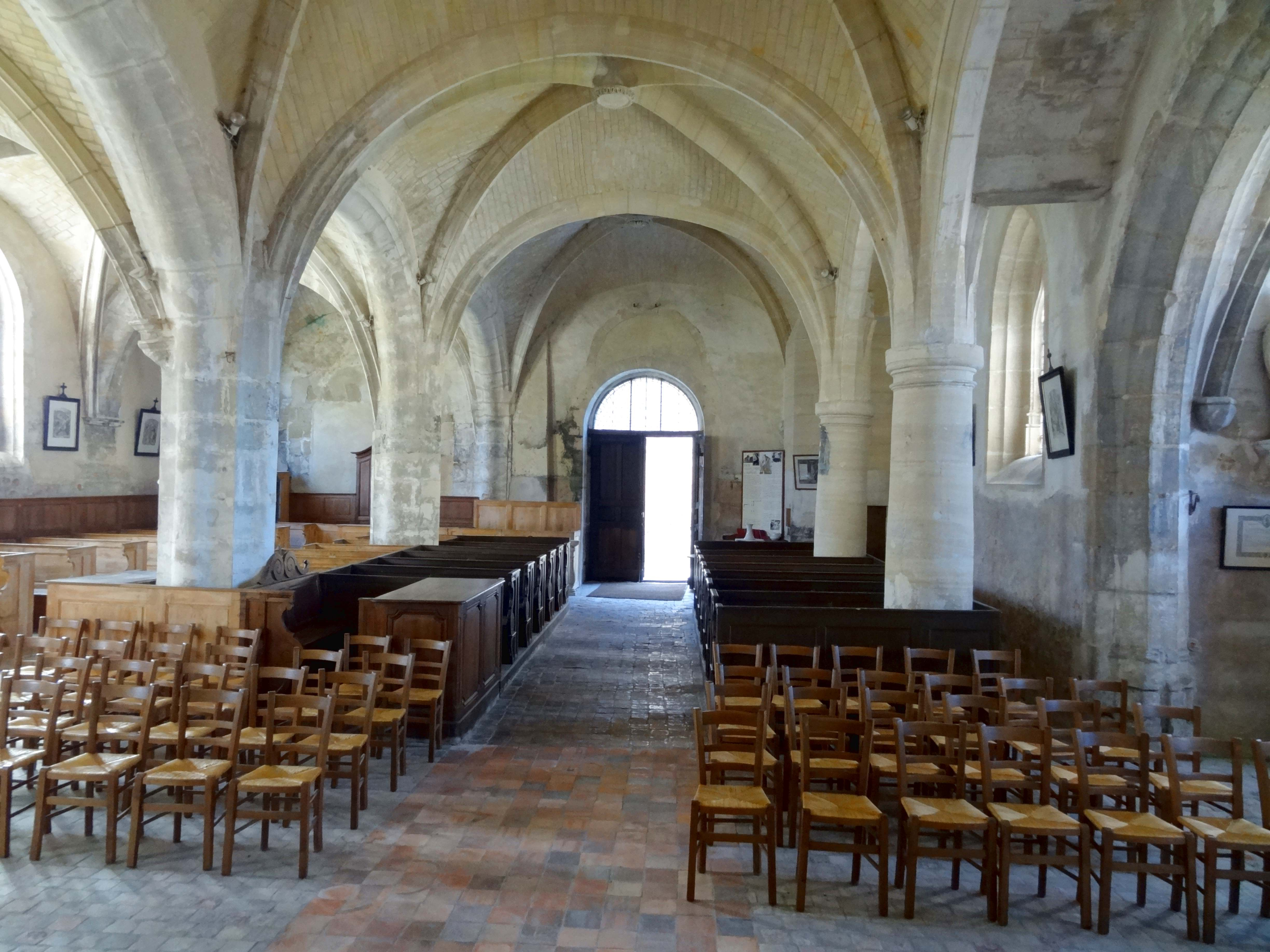
Nef, 3e travée, vue vers l'ouest.

La nef n'est pas bâtie dans l'axe du transept et de l'abside. Cependant, l'arc triomphal ouvrant sur la croisée du transept est flanqué de deux pans de murs de même largeur. Ce sont les deux piles occidentales du clocher. Mais la moitié de l'envergure de la pile sud-ouest est rattachée aux grandes arcades du sud et au collatéral sud, et soustraite à la largeur de la nef. Avant la construction du collatéral, la nef était donc plus large, ce qui ne posa pas de problème dans la mesure qu'elle ne fut pas voûtée. Au nord, ce fut l'actuel mur gouttereau de l'étroit couloir qui délimita la nef. Ce mur conserve donc probablement des éléments du Moyen Âge. Lorsque le voûtement de la nef était à l'ordre du jour, on ne voulut pas, à court terme, munir la nef d'un deuxième collatéral au nord, mais on ne voulut pas non plus établir des voûtes sur la largeur restante de la nef. Les piliers des grandes arcades du sud, dans lesquels se fondent également les nervures des voûtes de la nef, sont de faible hauteur, et obligèrent de voûter la nef à une faible hauteur, à moins de laisser les départs d'ogives et de doubleaux sans emploi. Des voûtes très larges au-dessus de piliers aussi courts, certainement plus élevées que les piliers eux-mêmes, auraient exalté l'aspect trapu de la nef. Dans la configuration actuelle, les piliers ont la même hauteur que les voûtes. La largeur du vaisseau est à peu près équivalente à sa largeur, ce qui est déjà peu favorable, et caractéristique des églises flamboyantes de moindre importance, telles qu'Arthies, Fitz-James, Rivecourt, Villaines-sous-Bois (chœur), Warluis (parties orientales). C'est ainsi que s'explique la présence du couloir, et l'on voit aussi pourquoi elle est présente même devant la chapelle latérale nord : celle-ci fut en effet ajoutée quelques décennies avant le voûtement de la nef. La voûtement en berceau du couloir est ici une nécessité, car la place ne suffit pas pour des voûtes d'ogives. La solution a peut-être inspirée le voûtement en berceau du collatéral nord de Boury-en-Vexin à la période classique, également avec des voûtes perpendiculaires à l'axe de la nef. Un autre point en commun avec Boury est la cage d'escalier qui encombre la première travée du couloir (un collatéral proprement dit à Boury).
L'architecture n'est pas recherchée, mais la construction est soignée, si l'on ne tient pas compte du tracé irrégulier du premier doubleau perpendiculaire, qui s'est peut-être déformé. La première travée est sombre, et éclairée seulement par le tympan ajouré du portail en plein cintre. Ce portail a été ouverte en 1849 en remplacement de celui du collatéral, qui est condamnée depuis cette date. Nettement au-dessus du portail actuel, l'on aperçoit encore les contours de l'archivolte de l'ancien portail roman en plein cintre. Le plein cintre règne sur les grandes arcades du nord (ainsi que les deux premières du sud), et sur la totalité des voûtes. Seule la fenêtre de la deuxième travée est en arc brisé, et il s'avère qu'elle est identique à celles de la chapelle latérale nord. La nef a donc fait l'objet de quelques travaux d'aménagement au moment de la construction de la chapelle et du collatéral. Il convient maintenant d'opposer les caractéristiques de l'architecture à celle des parties précédemment décrites. Les grandes arcades ont l'intrados méplat, et affichent de chaque côté une doucine. Au revers de la façade, elles commencent par un pilier cylindrique engagé, qui porte un chapiteau dorique au tailloir carré. Ce détail indique clairement la Renaissance, mais il n'en va pas de même des deux piliers libres. Ils sont également cylindriques, où il manque le quart-de-rond en bas du tailloir, et où le tailloir est de plan circulaire, et non carré, comme le veut le modèle antique. Le même parti se trouve au chœur de Haravilliers (deux derniers piliers libres) et sur les grandes arcades du nord du Thillay, ou avec des tailloirs carrés, à Blaincourt-lès-Précy, sur les grandes arcades du sud de Fosses, et dans la chapelle sud de Villers-sous-Saint-Leu. À l'instar de Vaudancourt, les parties concernées des églises citées hésitent entre le style gothique finissant et la Renaissance, mais le décor sculpté se fait si rare que le rattachement à la Renaissance n'est pas réellement justifié. Pour venir aux ogives, elles ressemblent assez à celles du collatéral sud et de la chapelle, auxquelles l'on aurait soustrait les filets saillants, qui les dégagent des voûtains. Le filet frontal n'est pas non plus flanqué de moulures concaves. En fait, les ogives se composent uniquement d'un filet entre deux doucines, et sont donc directement dérivées du profil des grandes arcades. Les clés de voûte sont de la même facture que dans les deux dernières travées du collatéral, où l'influence de la Renaissance se manifeste également à travers l'arc en plein cintre des voûtes et des fenêtres.

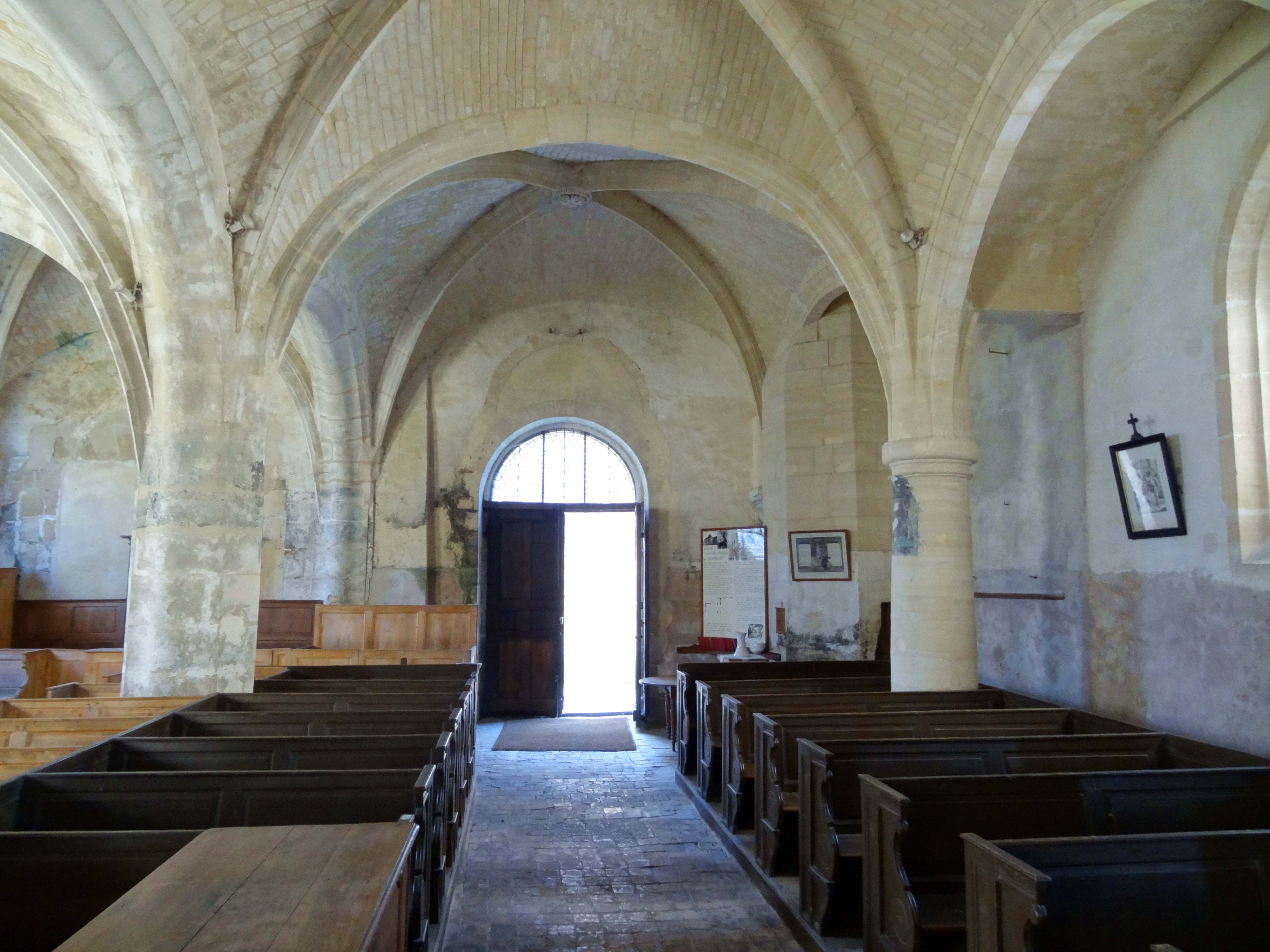
2e travée, vue vers l'ouest.
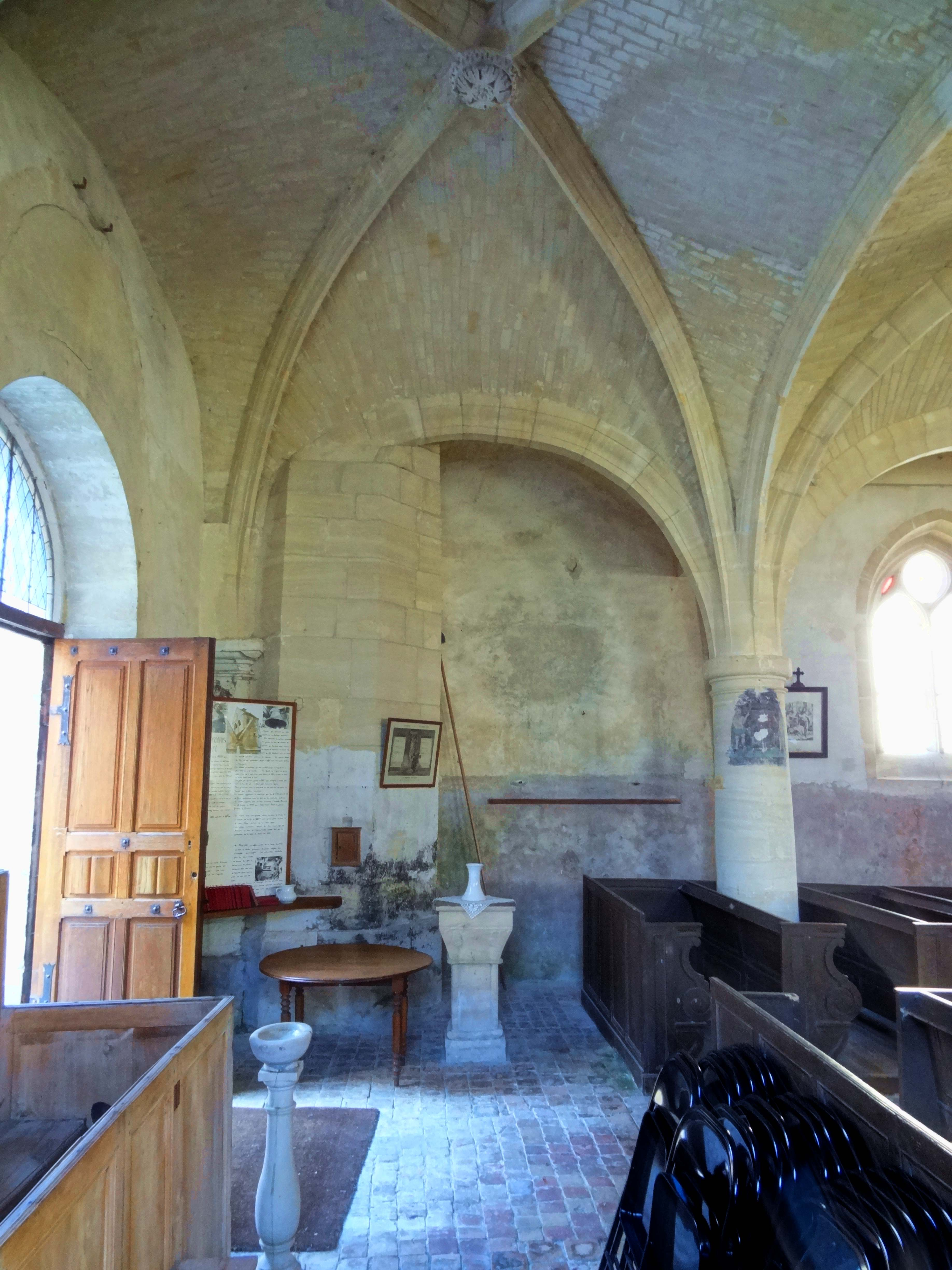
1re travée, vue vers le nord.
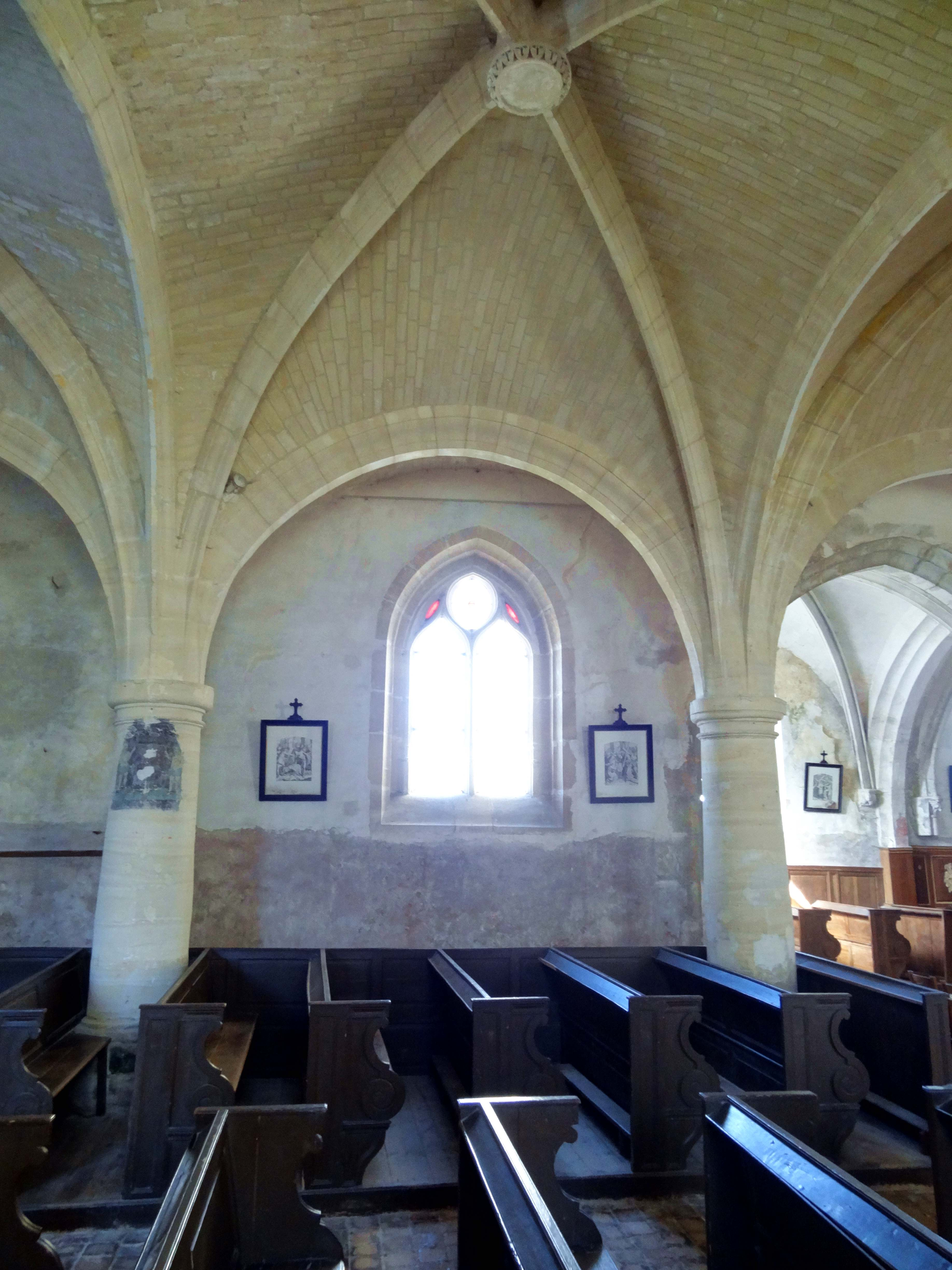
2e travée, vue vers le nord.
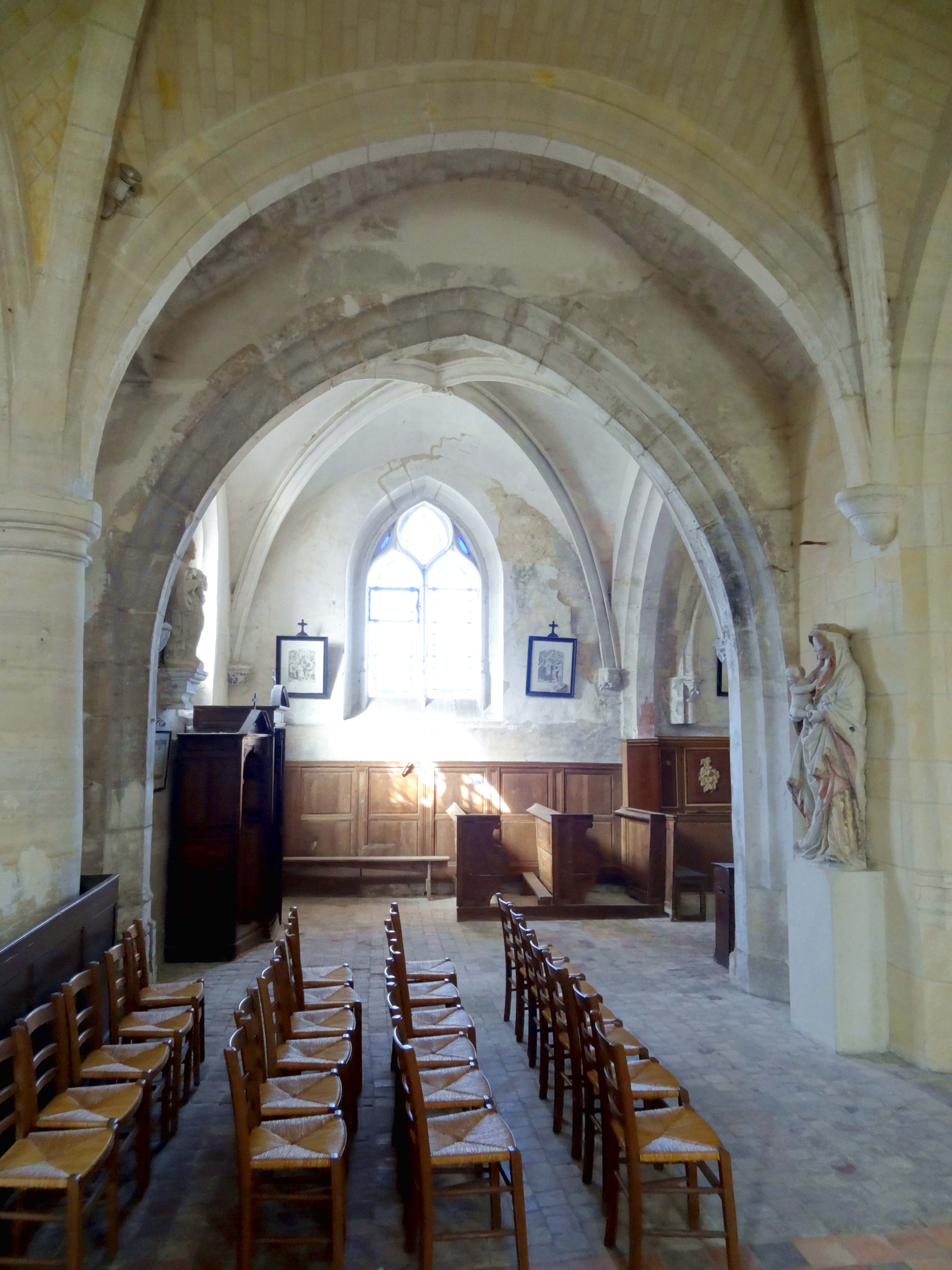
3e travée, vue vers le nord dans la chapelle.
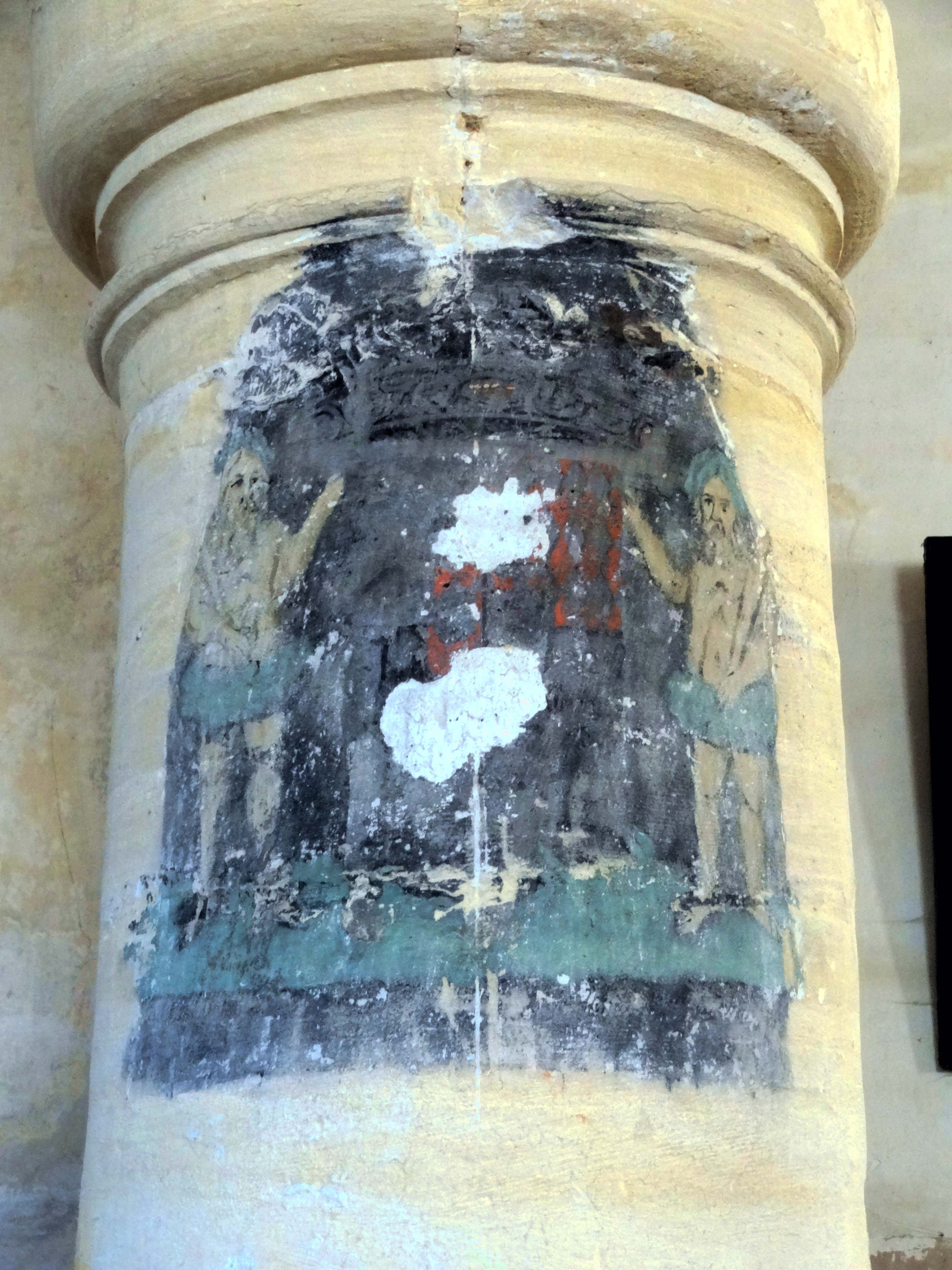
Litre sur le 1er pilier du nord.
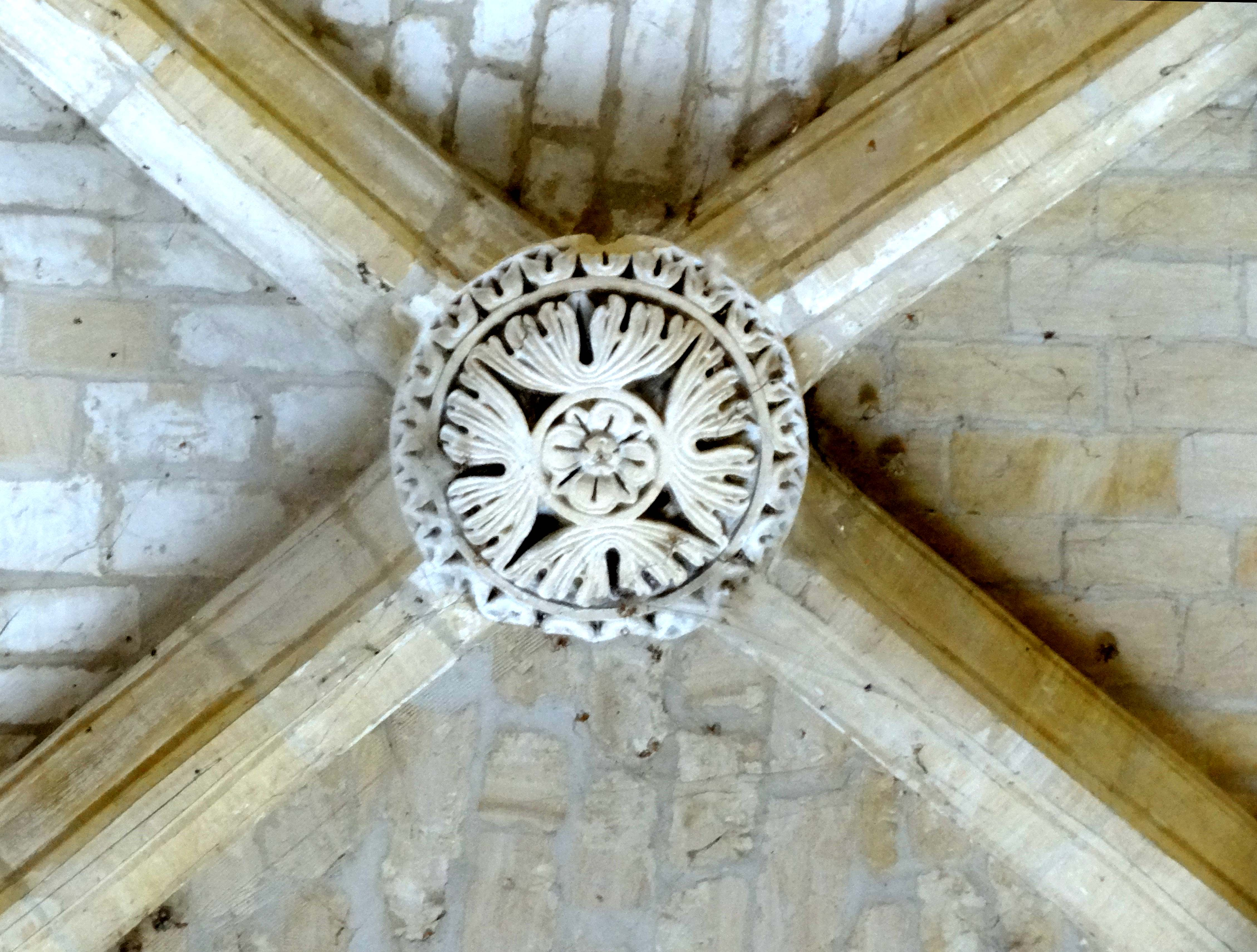
3e travée, clé de voûte.

#### Transept et abside

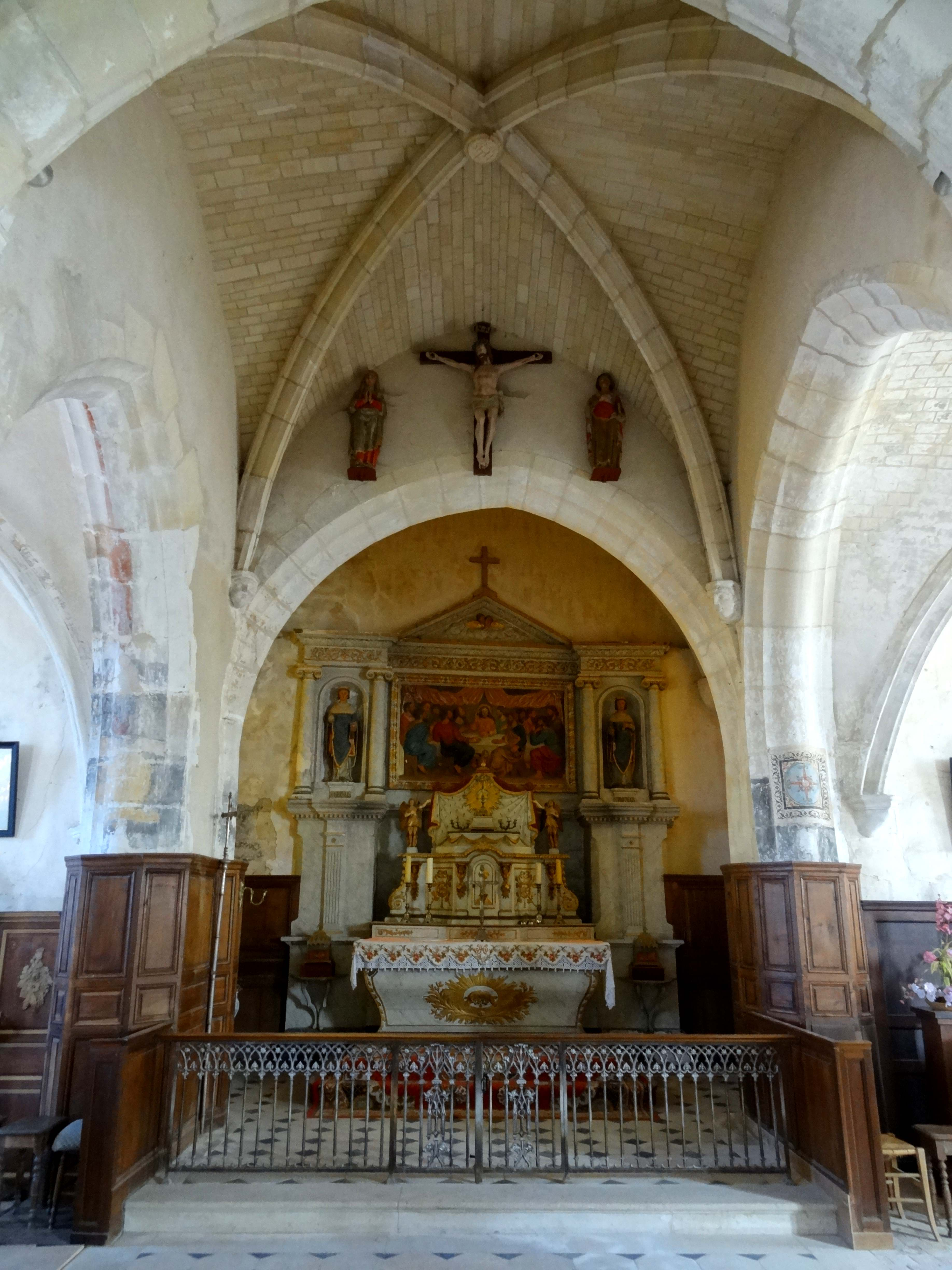
Croisée, vue vers l'est.

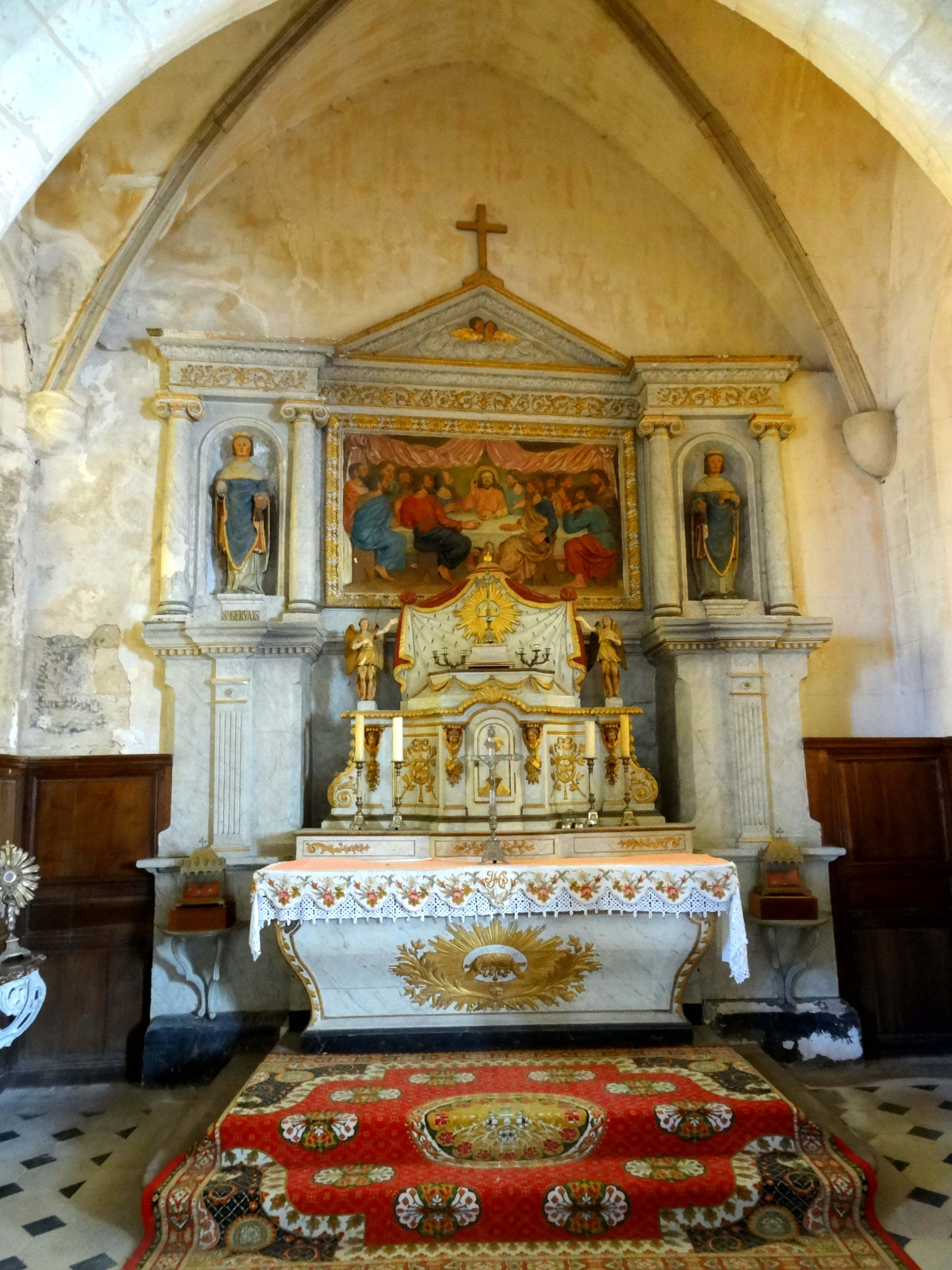
Abside.

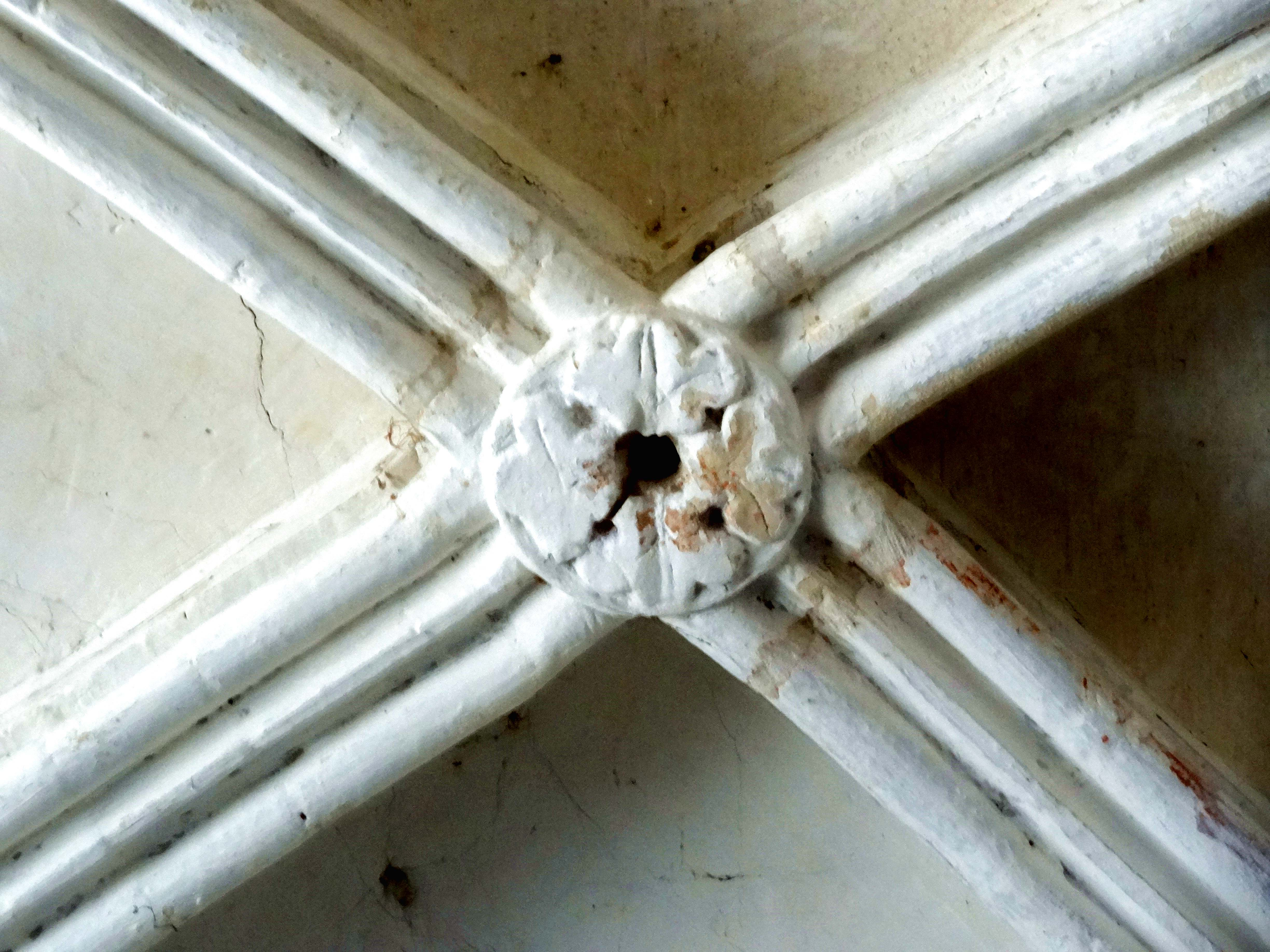
Croisillon nord, clé de voûte.

La croisée du transept, en même temps base du clocher, n'est pas si clairement perceptible comme telle. En regardant depuis la nef, les deux pans de mur qui encadrent l'arc triomphal, en fait les deux piles occidentales du clocher, trahissent indirectement sa présence, car la disposition est habituelle dans la région. Mais à l'intérieur de la croisée du transept, la largeur ne dépasse pas celle de l'arc triomphal. Ses piédroits concordent avec les murs latéraux. Il en va de même du doubleau oriental ouvrant sur l'abside. En revanche, les deux arcades latérales vers les croisillons sont nettement moins larges, et d'étroits pans de mur les flanquent à l'ouest et à l'est, notamment au nord. Aucun pilier bien identifiable comme tel n'est donc visible dans la base du clocher, ni par ailleurs dans les croisillons et dans l'abside. Les quatre arcades qui délimitent le carré du transept accusent le profil déjà observé sur les grandes arcades du sud, et ce profil se continue sans interruption sur les piédroits, toujours avec des bases. Tout ce qui démarque la croisée du transept des autres travées est la portion de murs nus qui existe au-dessus des arcades, car sa voûte est établie à une plus grande hauteur que les autres. Dépourvue de formerets, et retombant sur quatre culs-de-lampe, elle est assez ordinaire. Deux des culs-de-lampe représentent une tête humaine, et deux autres, un écusson en forme de cuir découpé, comme sur la clé de voûte de la chapelle latérale nord. Les ogives sont au même profil que dans le collatéral sud et dans la chapelle. La clé de voûte affiche le millésime de 1979, date de la restauration de la travée, et le monogramme IHS. Le profil des ogives est le même que dans le collatéral et la chapelle. Toute cette architecture est évidemment flamboyante, alors que le clocher est de style gothique primitif. D'autres exemples de reprises en sous-œuvre intégrales de bases de clochers existent. À Villers-sous-Saint-Leu, on trouve des arcades en tiers-point du XIIIe siècle sous un clocher du second quart du XIIe siècle. À Frémécourt, la base du clocher roman est de style Renaissance. À Rully et Sarcelles, l'existence même d'un clocher au-dessus de la première travée du chœur ou de l'ancienne croisée du transept n'est plus évidente, grâce à des remaniements gothiques plus sophistiqués. À Jouy-le-Moutier, de nombreuses campagnes de construction s'enchevêtrent. Assez souvent, une partie des quatre arcades, voire l'ensemble des arcades, cas de Cauvigny, ont été retaillées.
L'abside et les croisillons ont en commun le bouchage des fenêtres du chevet, car du fait de la faible hauteur de l'église, les retables les obturent entièrement. Le retable du maître-autel a été installé en 1695, ce qui correspond probablement à la date du bouchage de la baie d'axe. Son réseau est toutefois bien conservé, et toujours visible à l'extérieur. Il se compose de quatre lancettes à têtes trilobées, qui ne figurent pas sur les autres baies flamboyantes de l'église, certainement pour des motifs d'économie pense Monique Richard-Rivoire. Ces lancettes sont surmontées de trois soufflets. Le premier et le troisième sont flanqués de deux étroites mouchettes, de la même forme que sur les baies à deux lancettes, ce qui motive un soufflet médian plus étroit. Cette façon de concevoir les réseaux est original, car habituellement, les mouchettes ne figurent qu'aux deux extrémités du tympan. Par ailleurs, n'y a que neuf églises dans le Vexin qui possèdent des remplages flamboyants à quatre lancettes. Les deux baies latérales de l'abside sont sans meneaux, ce qui semble inspiré des chapelles absidiales de Gisors, et a également été imité par l'abside de Magny-en-Vexin. Dans le croisillon sud, le réseau de la baie du chevet a disparu. La fenêtre subsistante affiche le même réseau que la première et la troisième travée du collatéral. Dans le croisillon nord, les deux baies sont analogues. Ce sont des lancettes simples du début du XIIIe siècle, entourées d'un double ressaut chanfreiné. Les doubleaux qui les relient aux travées adjacentes ont déjà été décrits : trois sont partagés avec le carré du transept, le doubleau occidental du croisillon sud est analogue, et le doubleau occidental du croisillon nord est entaillé de facettes concaves. Les ogives de l'abside et du croisillon sud accusent le profil habituel déjà rencontré dans la base du clocher, le collatéral sud et la chapelle nord. Seule la clé de voûte de l'abside était décorée, mais la sculpture est abîmé. Les ogives du croisillon nord subsistent du début du XIIIe siècle. Elles accusent une arête ou un onglet entre deux tores, ce qui est le profil le plus répandu sous toute la première période gothique. La clé de voûte est sculptée de quatre feuilles polylobées. Dans les trois travées en question, on ne trouve pas davantage de formerets que dans les autres parties de l'église, et l'ensemble des ogives est reçu sur des culs-de-lampe. Dans l'abside et dans le croisillon sud, ils sont à corbeille fruste, comme déjà constaté dans la dernière travée du collatéral sud. En haut de l'une des corbeilles du croisillon sud, se dessinent toutefois un ruban torsadé et des triglyphes, motifs de la Renaissance. Dans le croisillon nord, il s'agit d'anciens chapiteaux dont les fûts ont été supprimés afin de faciliter la pose de boiseries. Les chapiteaux sont implantés à 45° face aux ogives. Leurs corbeilles sont sculptées de crochets et des mêmes feuilles polylobées que sur la clé de voûte. Concernant l'abside, il reste à préciser qu'elle représente l'une des rares absides flamboyantes à chevet plat du Vexin, avec Bachivillers, Courcelles-lès-Gisors, Énencourt-le-Sec, Fay-les-Étangs, Guiry-en-Vexin et Loconville. Elle est si peu profonde qu'elle évoque plutôt une niche d'autel, et son chevet est biais, afin de ne pas empiéter sur la rue. Le mur méridional est ainsi plus long que le mur septentrional.

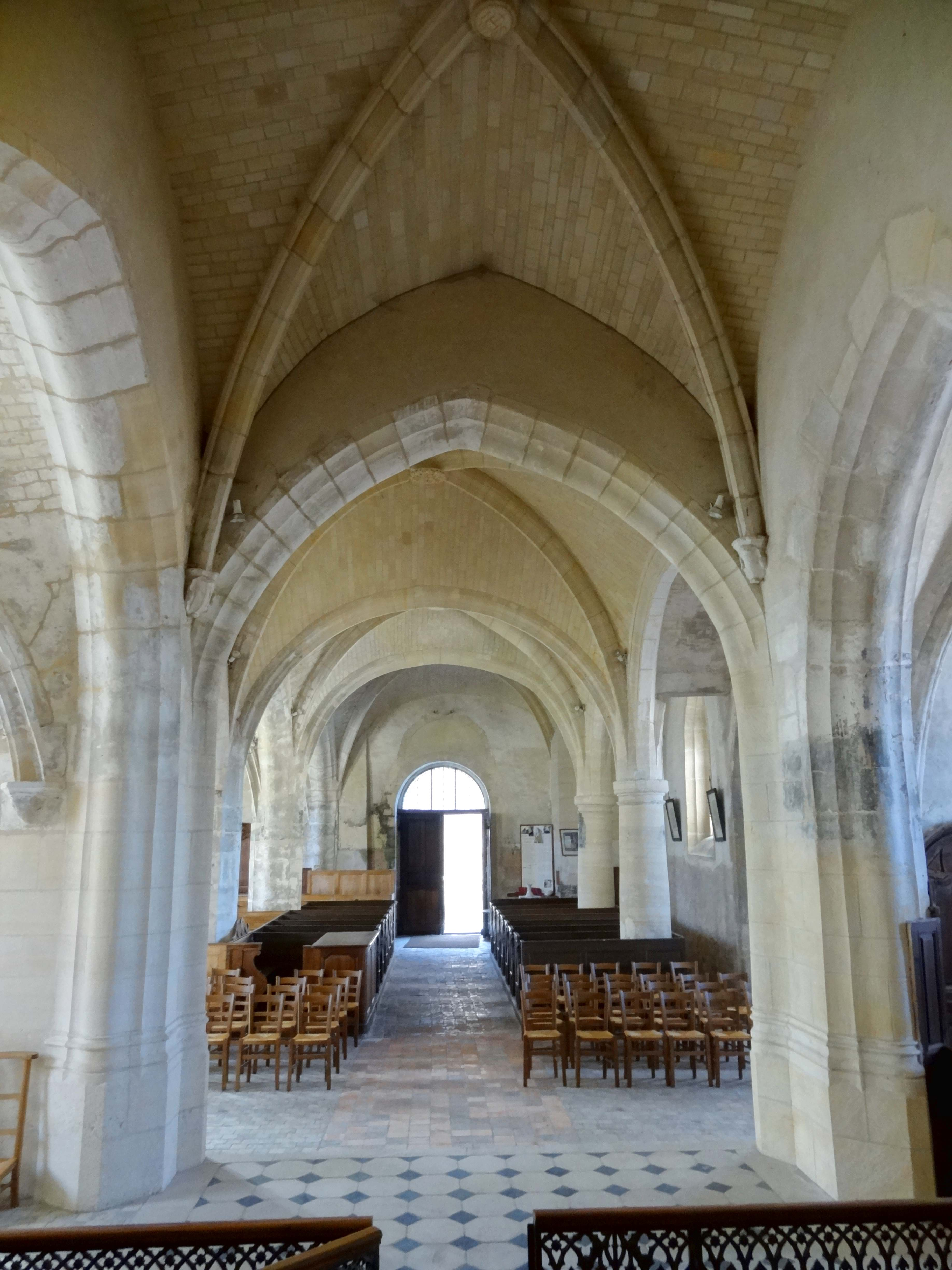
Croisée, vue vers l'ouest.
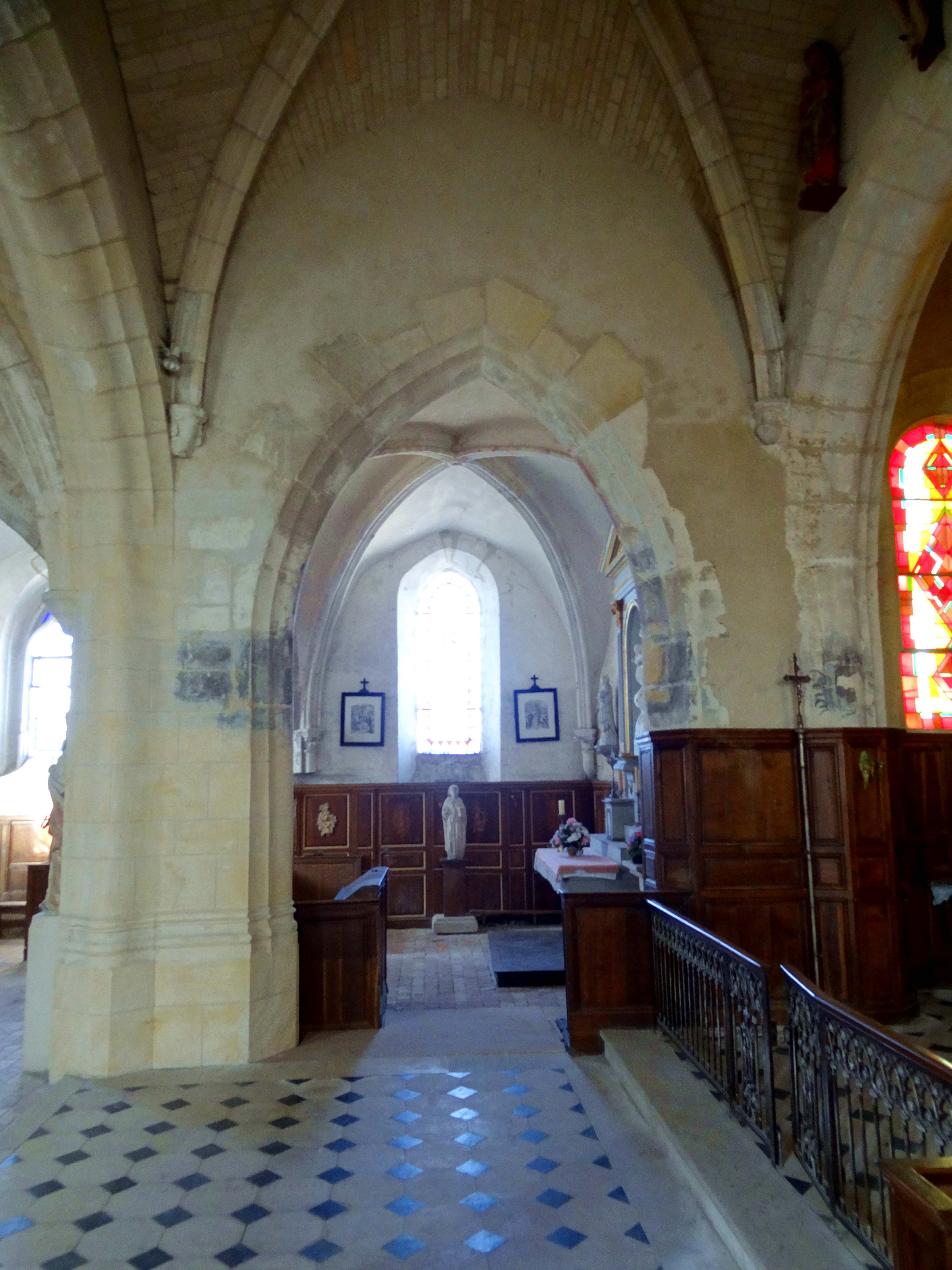
Croisée, vue vers le nord.
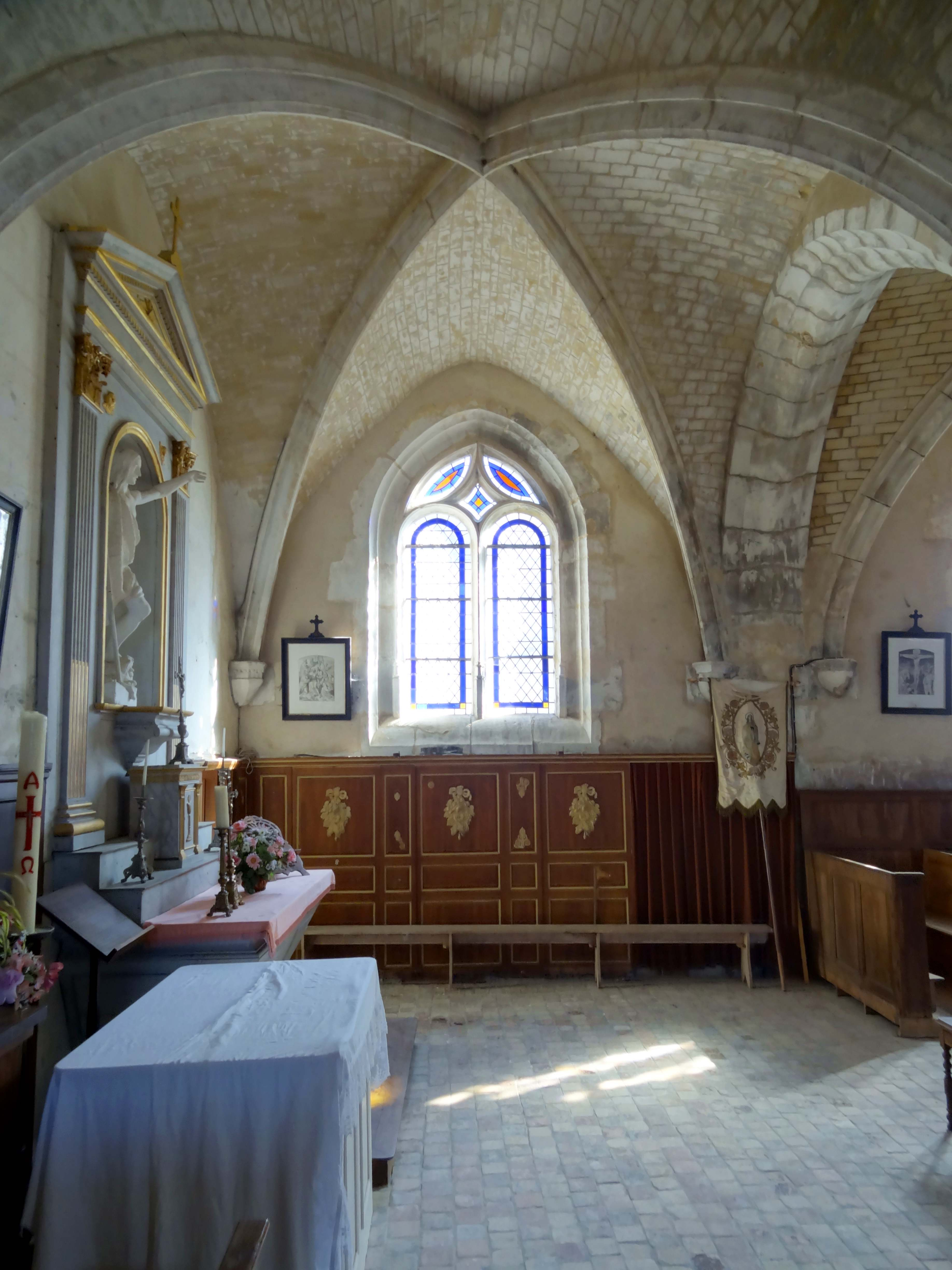
Croisillon sud.
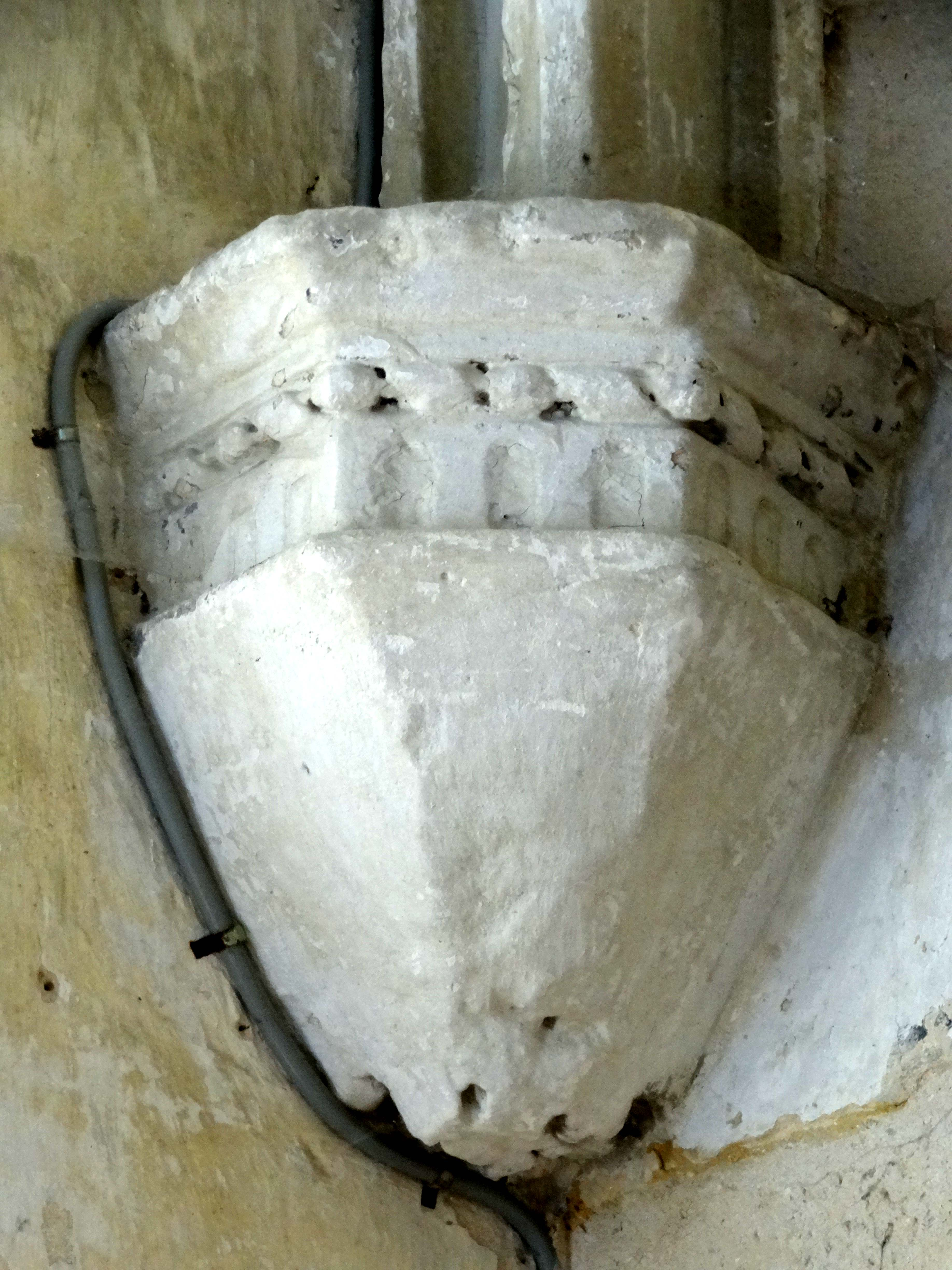
Id., cul-de-lampe.
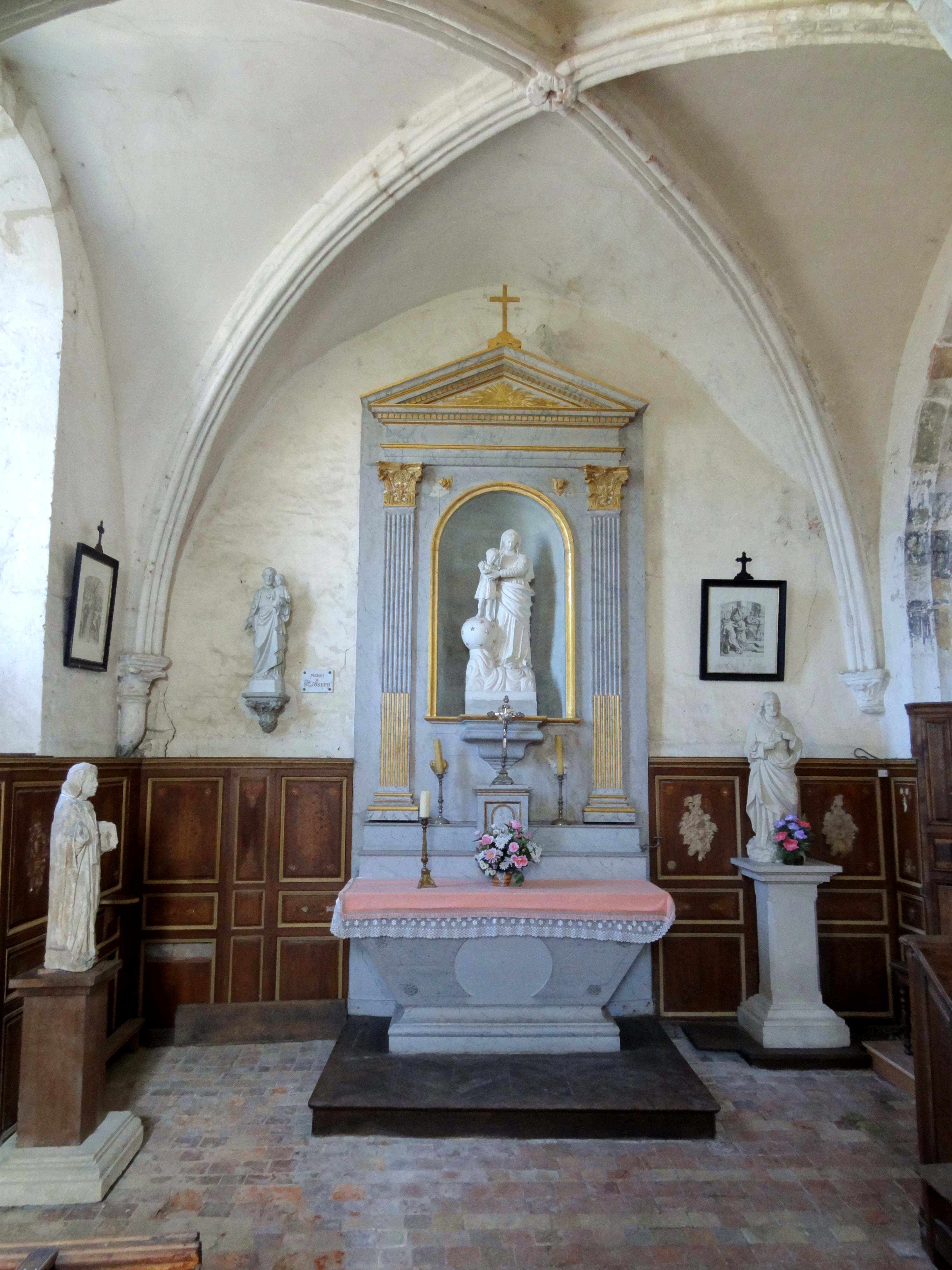
Croisillon nord.
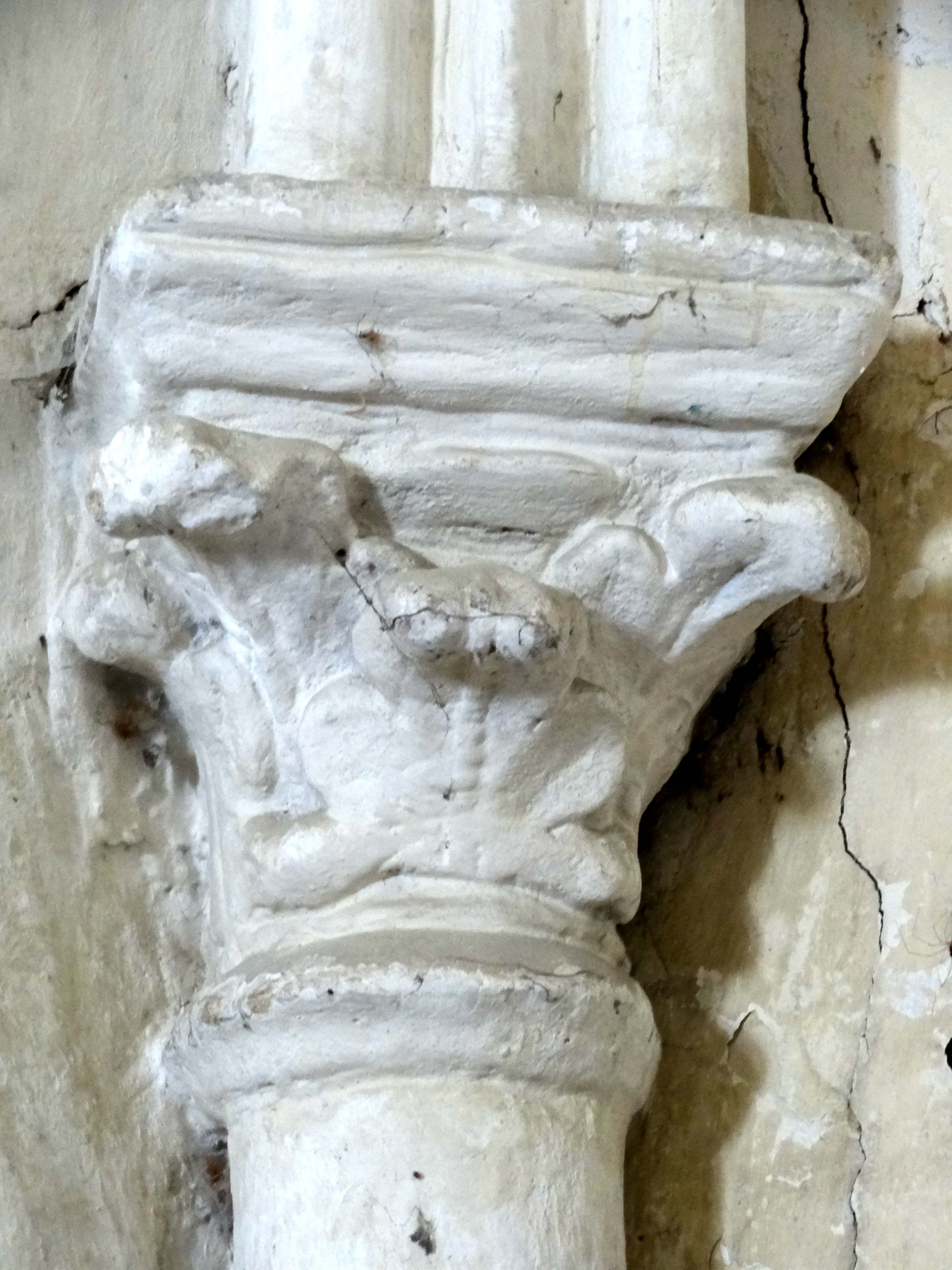
Id., chapiteau.

### Extérieur

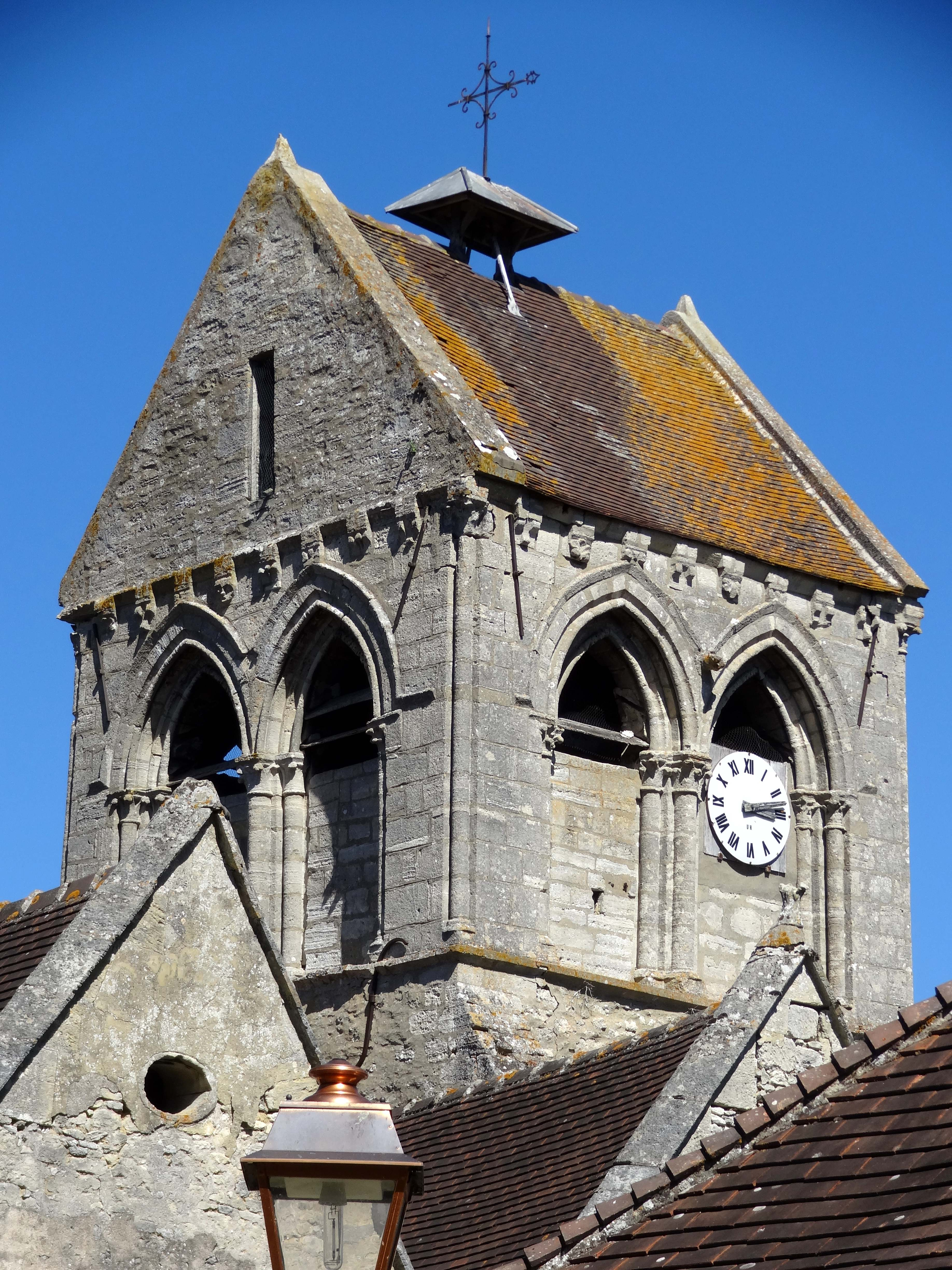
Clocher, vue depuis le sud-ouest.

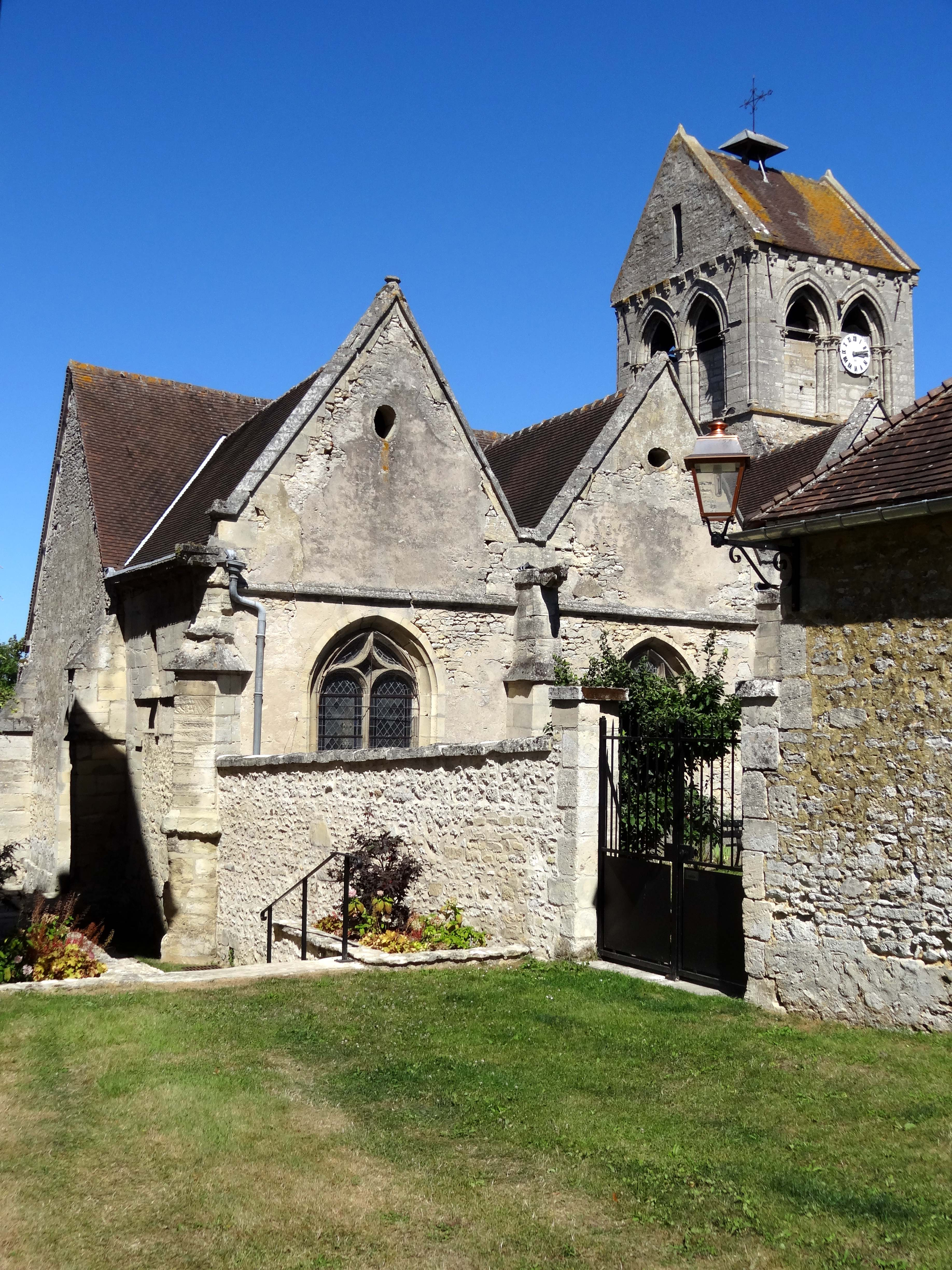
Vue partielle depuis le sud-ouest.

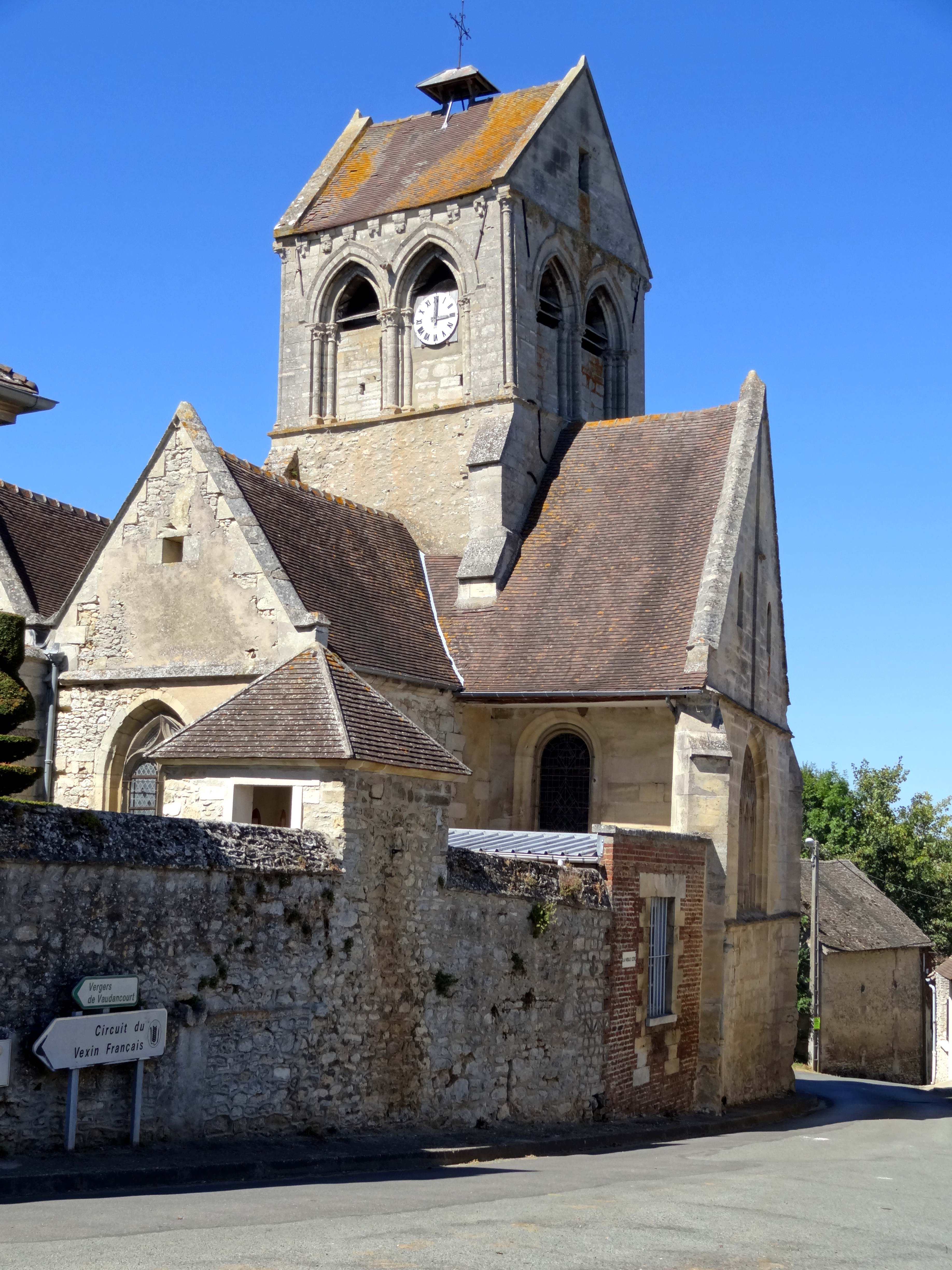
Vue partielle depuis le sud-est.

Le clocher du début XIIIe siècle constitue, à l'extérieur, la partie la plus remarquable de l'église. C'est aussi la dernière partie antérieure à la reconstruction flamboyante qui soit entièrement conservée en l'état. Puisque la Grand-Rue descend vers l'église depuis le sud, il est, malgré sa faible hauteur, bien visible depuis une bonne partie du village, et marque le paysage. Hormis sa base, il se compose d'un court étage intermédiaire aveugle, qui est dissimulé par les combles, et de l'étage de beffroi. Des contreforts n'existent qu'au sud et au nord. Ils s'amortissent par un glacis directement en bas du bandeau saillant qui souligne le début de l'étage de beffroi. Suivant la tradition des clochers romans du Vexin et du Beauvaisis, ce dernier étage est dépourvu de contreforts, et cantonné de fines colonnettes aux angles. Le clocher de Vaudancourt se rattache toutefois clairement à la série des clochers gothiques primitifs du Vexin, qui sont dérivés du clocher central de Nucourt, et compte parmi ses rangs Auvers-sur-Oise, Cléry-en-Vexin, Delincourt, Fay-les-Étangs, Grisy-les-Plâtres, Oinville-sur-Montcient, Osny, Saint-Ouen-l'Aumône et Vétheuil. Les chapiteaux de crochets des colonnettes d'angle, analogues à ceux du croisillon nord, sont là pour le rappeler. Également munies de chapiteaux de crochets sont les colonnettes qui encadrent les baies. Chacune des face de l'étage est ajourée de deux baies en arc brisé géminées, qui s'ouvrent sous une double archivolte torique, et entre deux paires de colonnettes. Devant le trumeau entre les deux baies voisines, les voussures supérieures des archivoltes se partagent une même colonnette. Elles sont surmontées d'un bandeau doublement biseauté, qui retombe au milieu sur une tête saillante (qui a disparu à l'ouest). Malgré la restauration de l'église, les baies sont malheureusement toujours bouchées jusqu'au niveau des impostes. Les murs se terminent par une corniche de corbeaux, qui sont sculptés d'une fleur, de deux ou trois billettes, ou plus rarement d'un masque. Comme à Delincourt, Grisy-les-Plâtres, Nucourt et Saint-Ouen-l'Aumône, la corniche est également présente à la naissance des pignons. Ceux-ci sont percés d'une ouverture rectangulaire pour l'aération des combles.
Parmi les élévations extérieures, la façade est pratiquement dénuée d'intérêt. L'on note seulement le cadran solaire gravé sur le contrefort biais à l'angle sud-ouest, tout en haut. Ce contrefort est dominé par une gargouille. Le portail néo-classique bouché en 1849 était cantonné de deux pilastres, dont les chapiteaux n'ont jamais été sculptés. Le portail actuel ouvert dans la même année est absolument fruste, et les traces du portail roman ont malheureusement été effacés. Seulement les contours de son tympan demeurent visibles. L'élévation méridionale se distingue tout au contraire par son enfilade de quatre pignons, qui appartiennent au collatéral et au croisillon sud. Au XVe et au XVIe siècle, les travées des bas-côtés sont fréquemment munies de toits en bâtière indépendants, mais la disposition, plus onéreuse à réaliser que des toits en appentis, est peu répandu dans la région. L'on peut seulement citer Crouy-en-Thelle, Fourges, Fresnoy-la-Rivière, Gommecourt (transept), Marolles, Sacy-le-Grand et Ully-Saint-Georges. Il n'y a, à l'extérieur, pas de distinction entre collatéral et croisillon. Les fenêtres ont déjà été décrites dans le contexte de l'intérieur. Les contreforts se caractérisent par un larmier présent sur les trois faces, qui est situé tout en haut, et non à la limite des allèges comme le veut la règle. Chacun de ces contreforts était à l'origine dominé par une gargouille, destinée à évacuer les eaux pluviales des gouttières et des noues. Deux ont disparu, et les autres sont en grande partie mutilées. Un court glacis formant larmier court à la naissance des pignons.
Dominé par le clocher, le chevet pourrait offrir un grand attrait, si l'angle entre croisillon sud et abside n'était pas occupé par une sacristie d'un style purement fonctionnel, et si l'ensemble des baies orientales n'étaient pas bouchées. La grande baie d'axe conserve tout au moins son réseau fortement ramifié. Les deux baies latérales de l'abside seules restent ouvertes. Comme le souligne Monique Richard-Rivoire, elles datent bien de la première moitié du XVIe siècle, et n'ont pas été ménagées après coup, comme le laisse entendre Jean-Baptiste Frion. Au sud, la toiture déborde beaucoup trop, et cache la corniche, moulurée de deux facettes concaves, que l'on aperçoit encore au nord. S'il ne saute pas aux yeux que le mur de chevet de l'abside soit oblique, l'on remarque rapidement l'extrême étroitesse du mur gouttereau nord. Sur l'abside, l'on note en outre l'appareil très régulier en pierre de taille, les contreforts obliques, qui indiquent la période flamboyante tardive, et le pignon coupé en deux parts égales par un pilastre, percé de deux baies en plein cintre pour l'aération des combles. Pour venir au croisillon nord, ses élévations extérieures semblent avoir échappé aux remaniements flamboyants, à l'exclusion du mur gouttereau ouest bien sûr, qui est maintenant situé à l'intérieur de l'église, et a été percé d'une arcade. Les deux fenêtres en lancette simple, entourées d'un double ressaut chanfreiné, ont déjà été signalés. Les deux contreforts orthogonaux qui épaulent l'angle nord-est subsistent également du début du XIIIe siècle. Ils se retraitent grâce à un fruit après les premières assises, et sont scandés par un glacis formant larmier à mi-hauteur, avant de s'amortir par un glacis analogue. Au XIIe siècle, les larmiers sont beaucoup moins prononcés. À partir des années 1220, les larmiers ont tendance à être présents sur les trois faces des contreforts, comme on l'observe sur l'élévation méridionale, mais aussi sur la chapelle latérale nord. Bien qu'antérieure au collatéral, elle possède déjà un contrefort biais à l'angle nord-ouest. Quant au mur gouttereau nord de la nef, elle est difficilement datable. L'unique fenêtre, située dans la deuxième travée, appartient à la campagne de construction de la chapelle. Viennent ensuite trois contreforts irrégulièrement espacés, soit un de trop par rapport au nombre de travées à l'intérieur. Tous sont scandés par des larmiers, mais conservent le même diamètre sur toute leur hauteur. Le contrefort médian a deux larmiers intermédiaires, et les deux autres, un seul. Ils s'amortissent par un glacis formant larmier. Ces contreforts peuvent dater du premier quart du XIIIe siècle, mais ne sont pas analogues à ceux du croisillon nord.

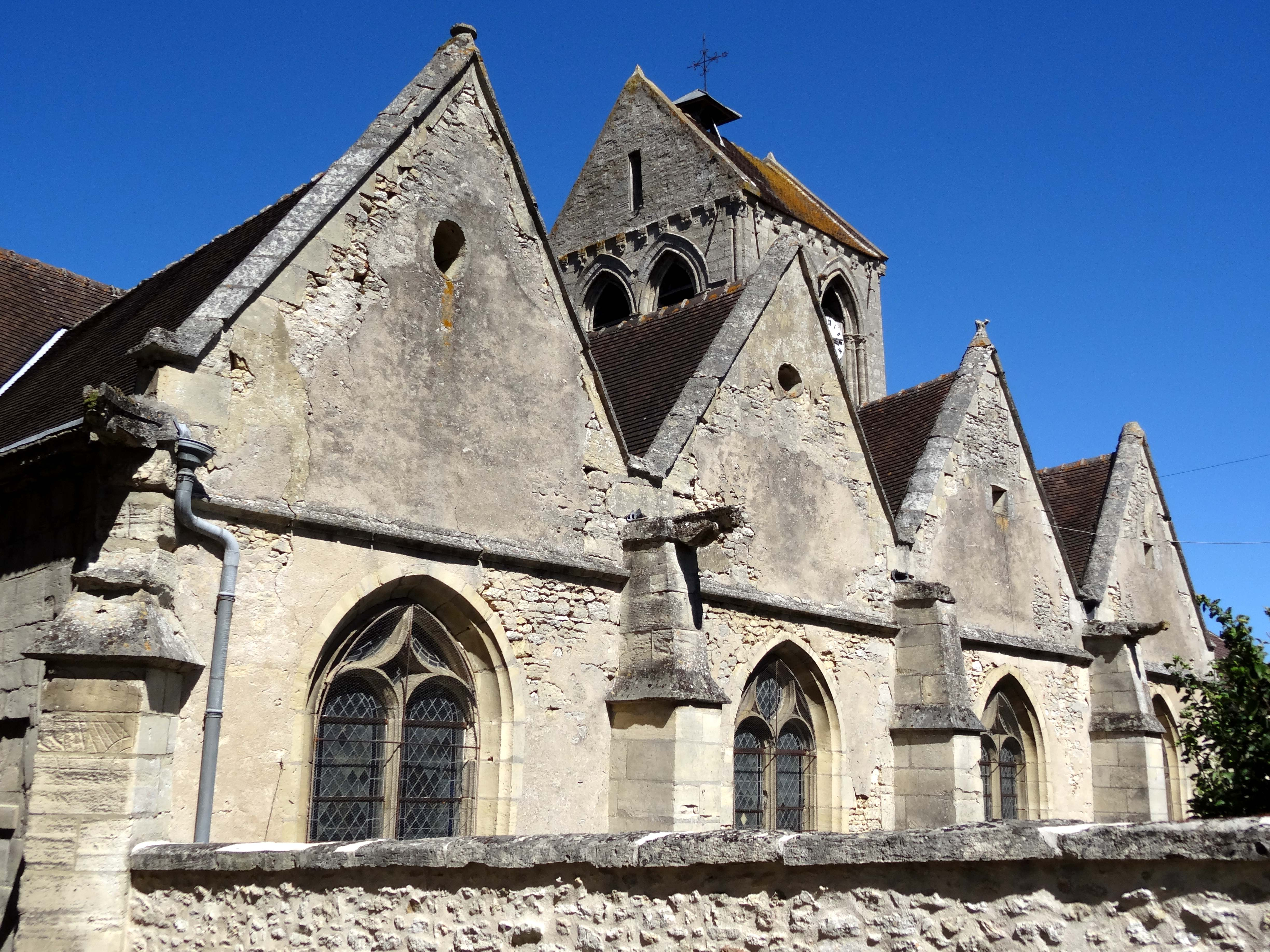
Enfilade de pignons au sud.
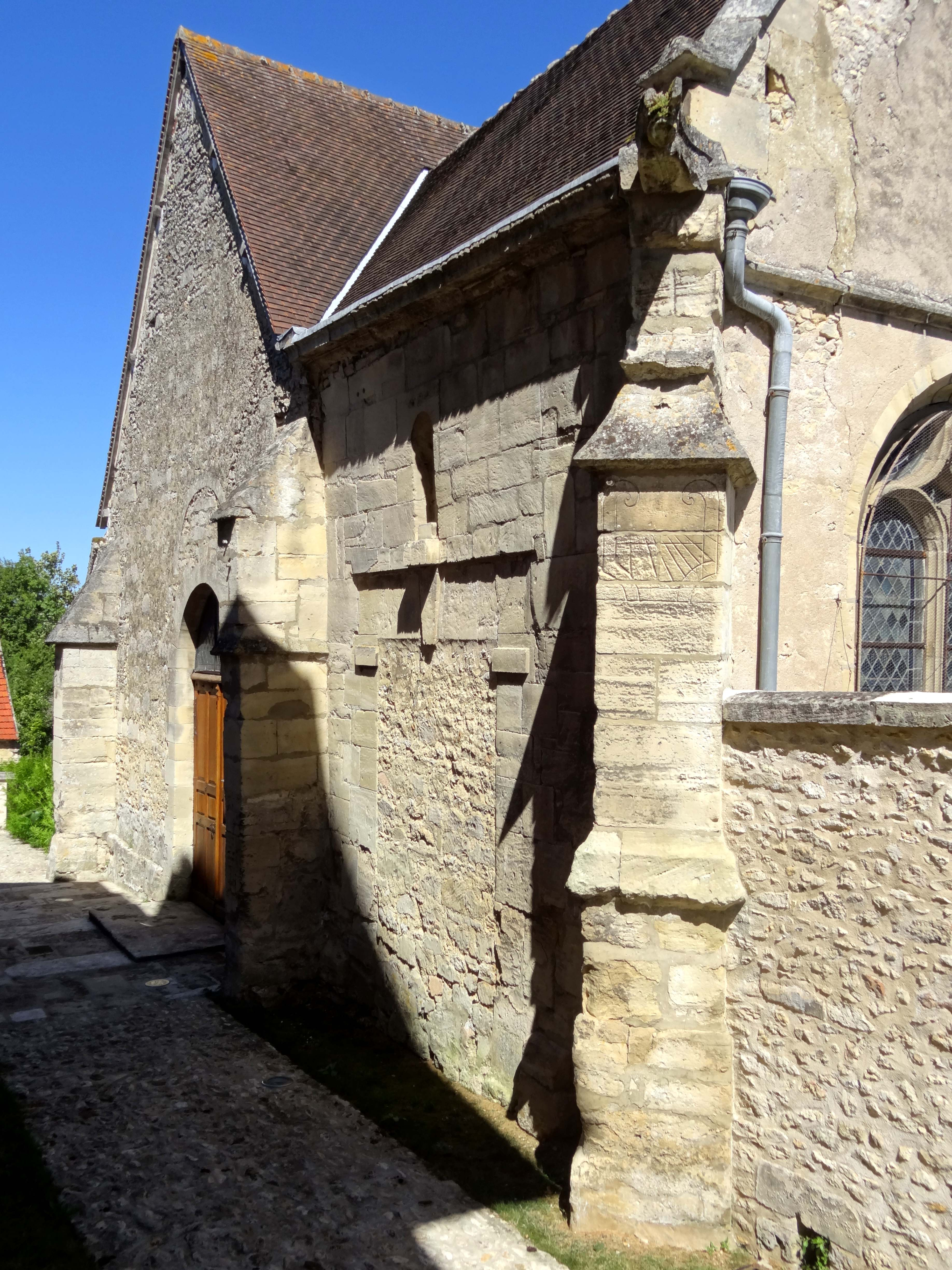
Façade occidentale, vue depuis le sud-ouest.
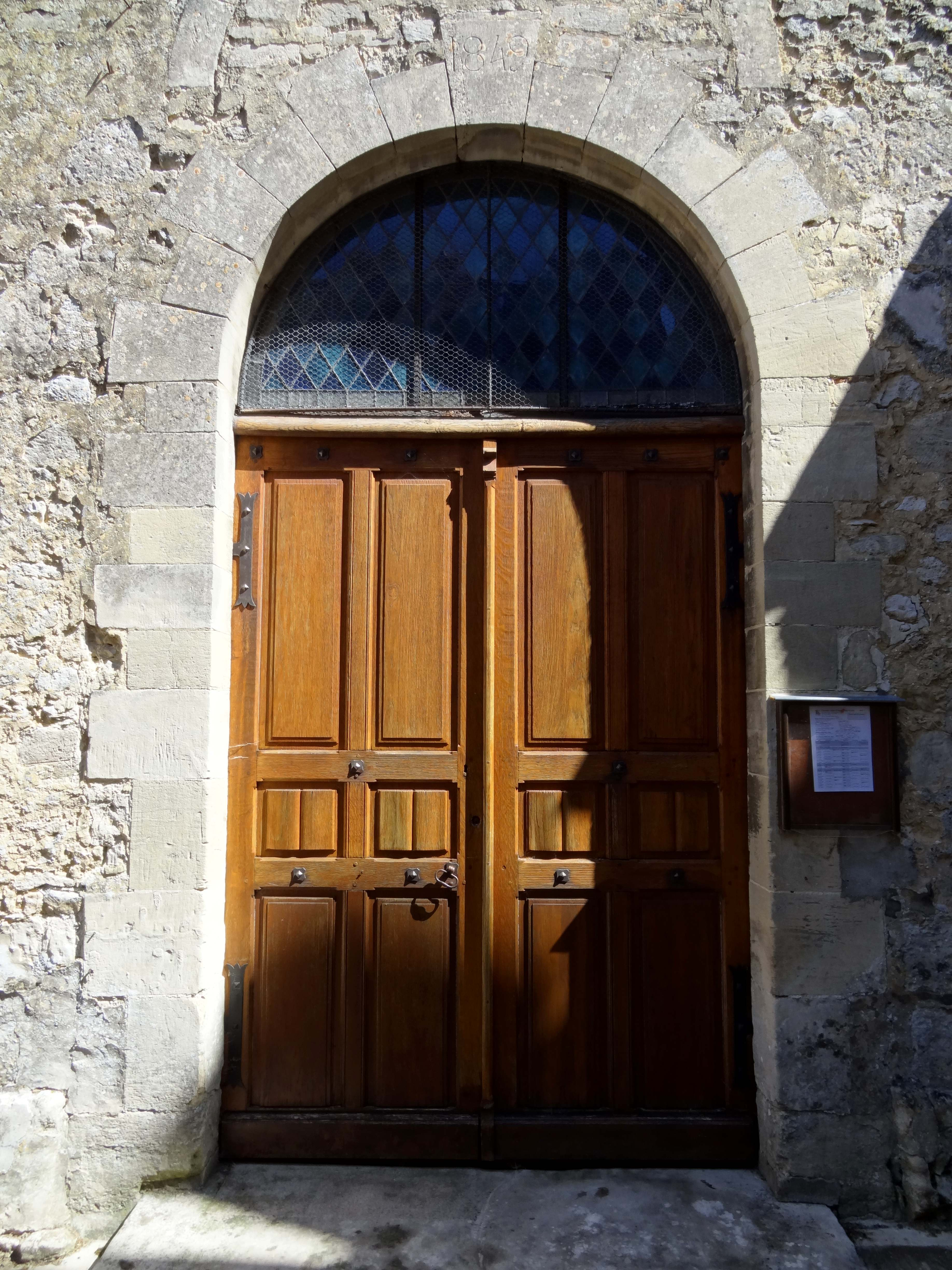
Portail occidental de la nef de 1849.
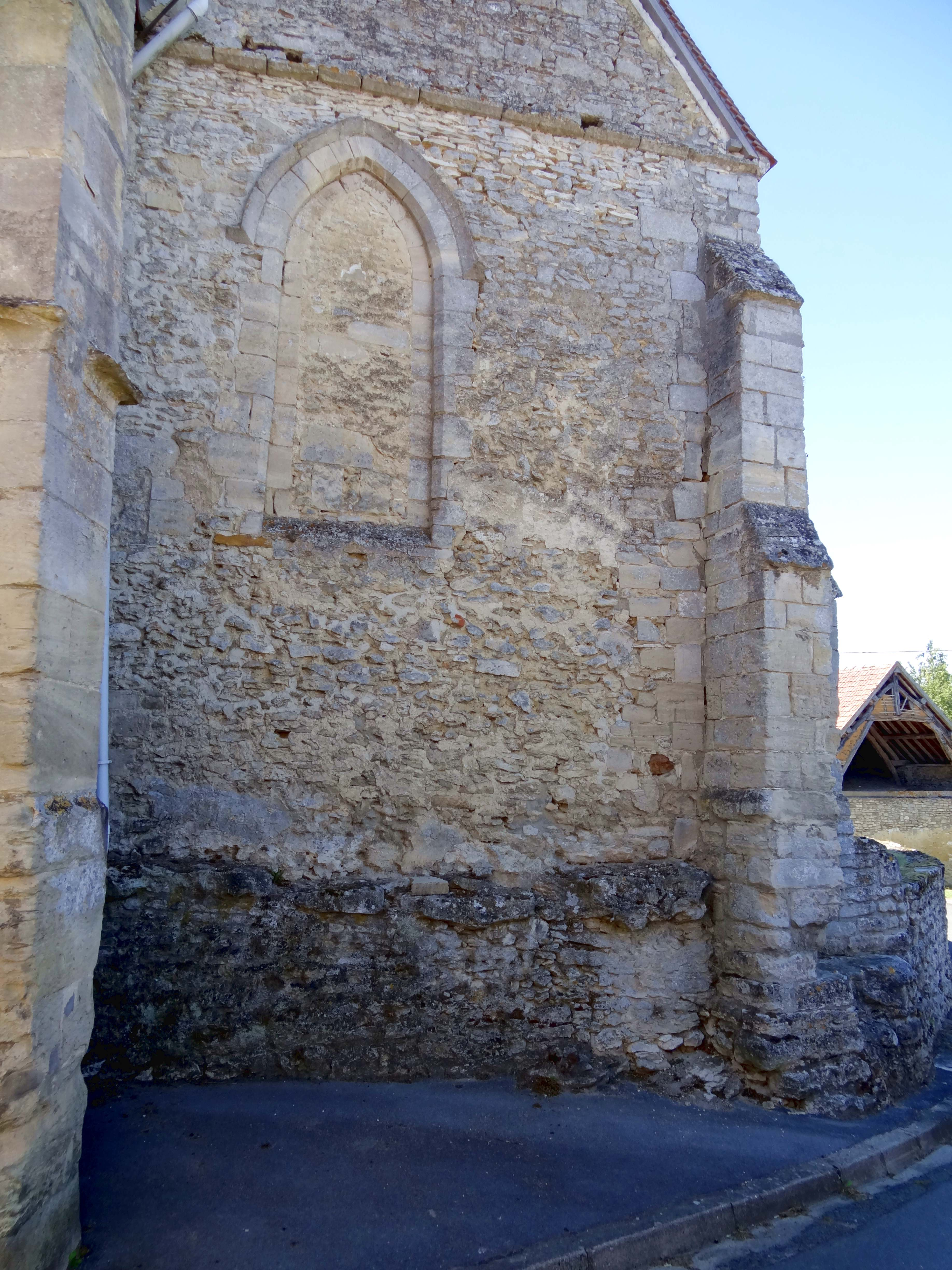
Croisillon nord, chevet (début XIIIe siècle).
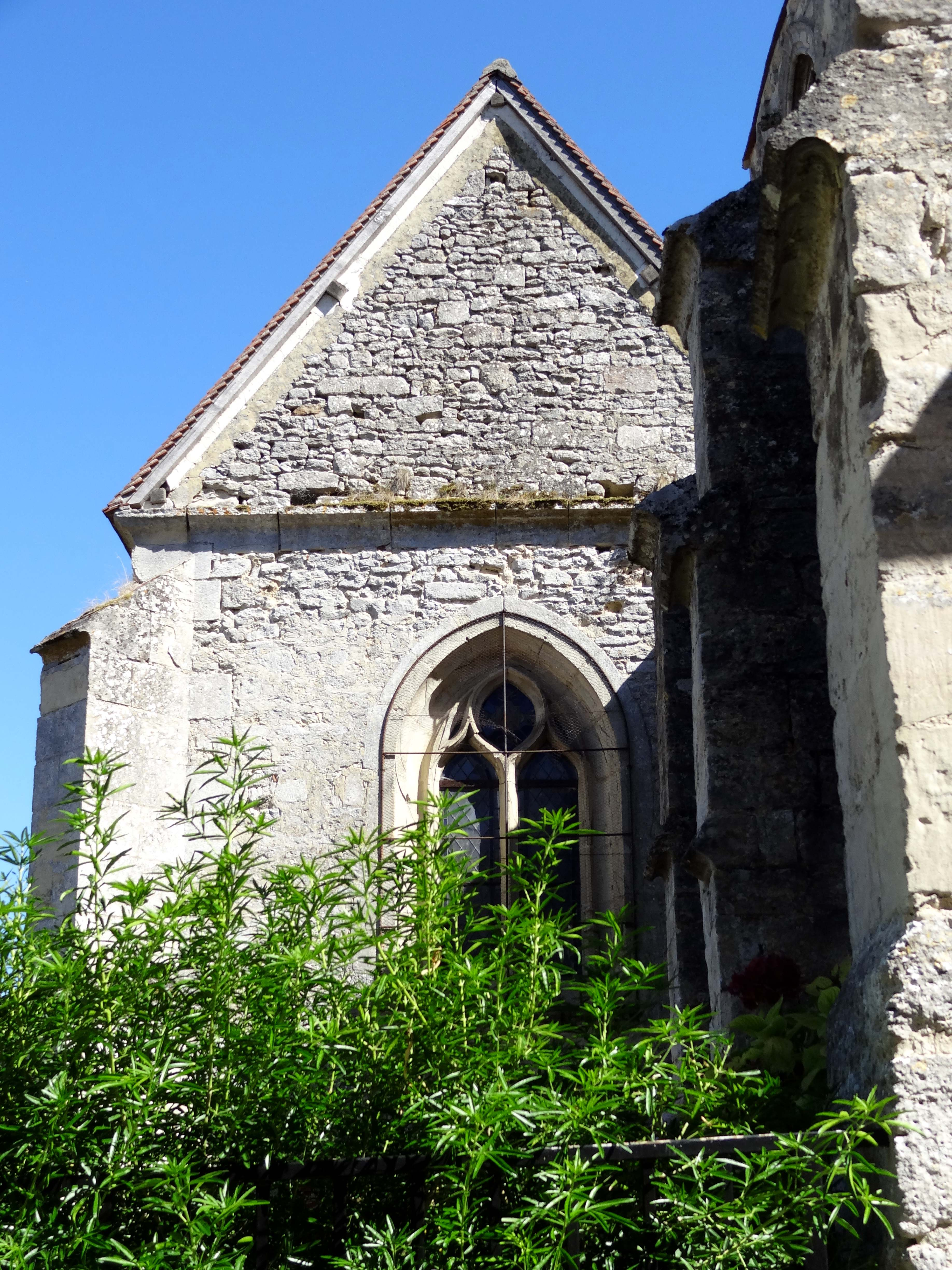
Chapelle latérale nord, mur occidental.
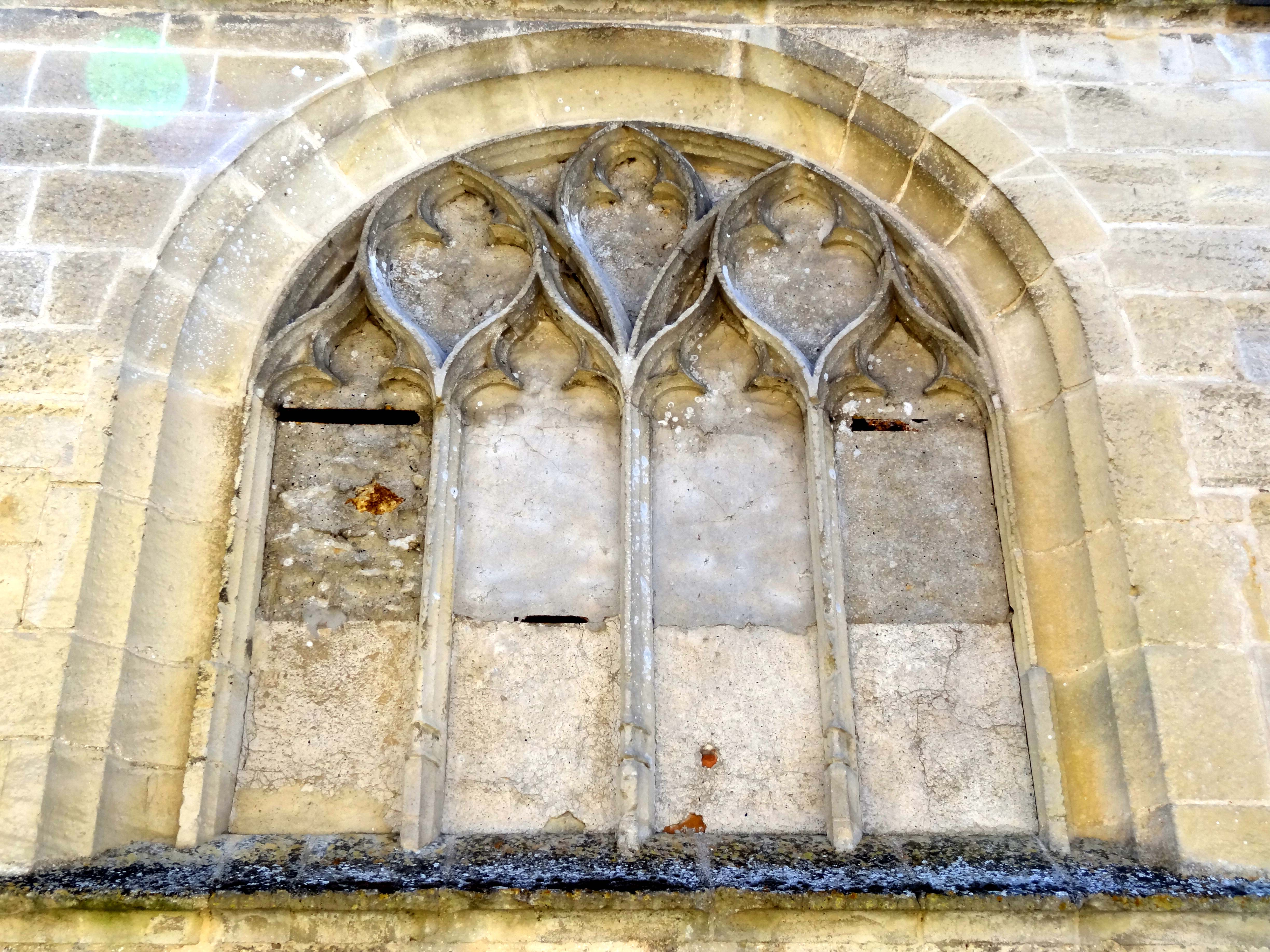
Baie d'axe de l'abside.

## Mobilier

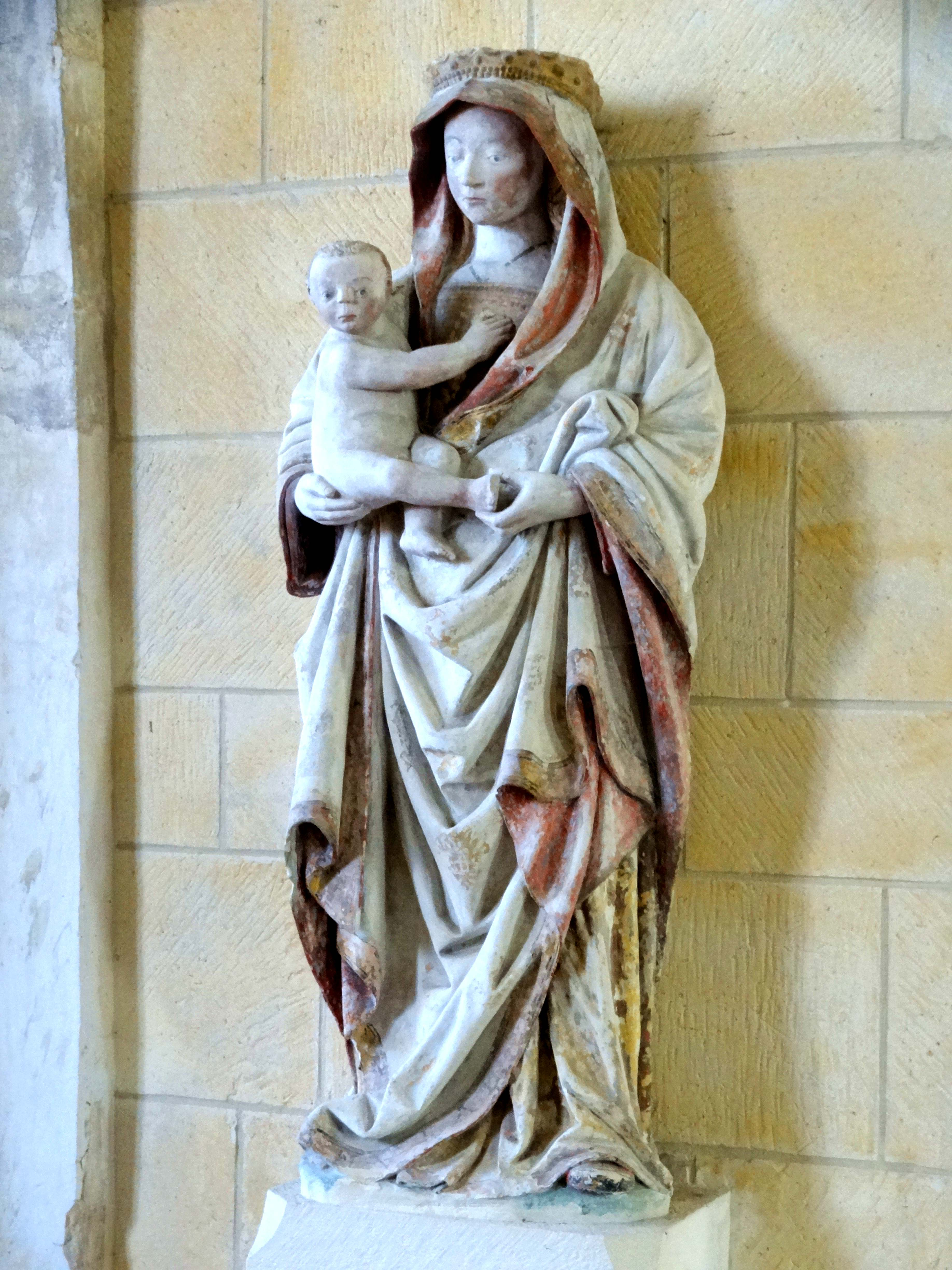
Vierge à l'Enfant.

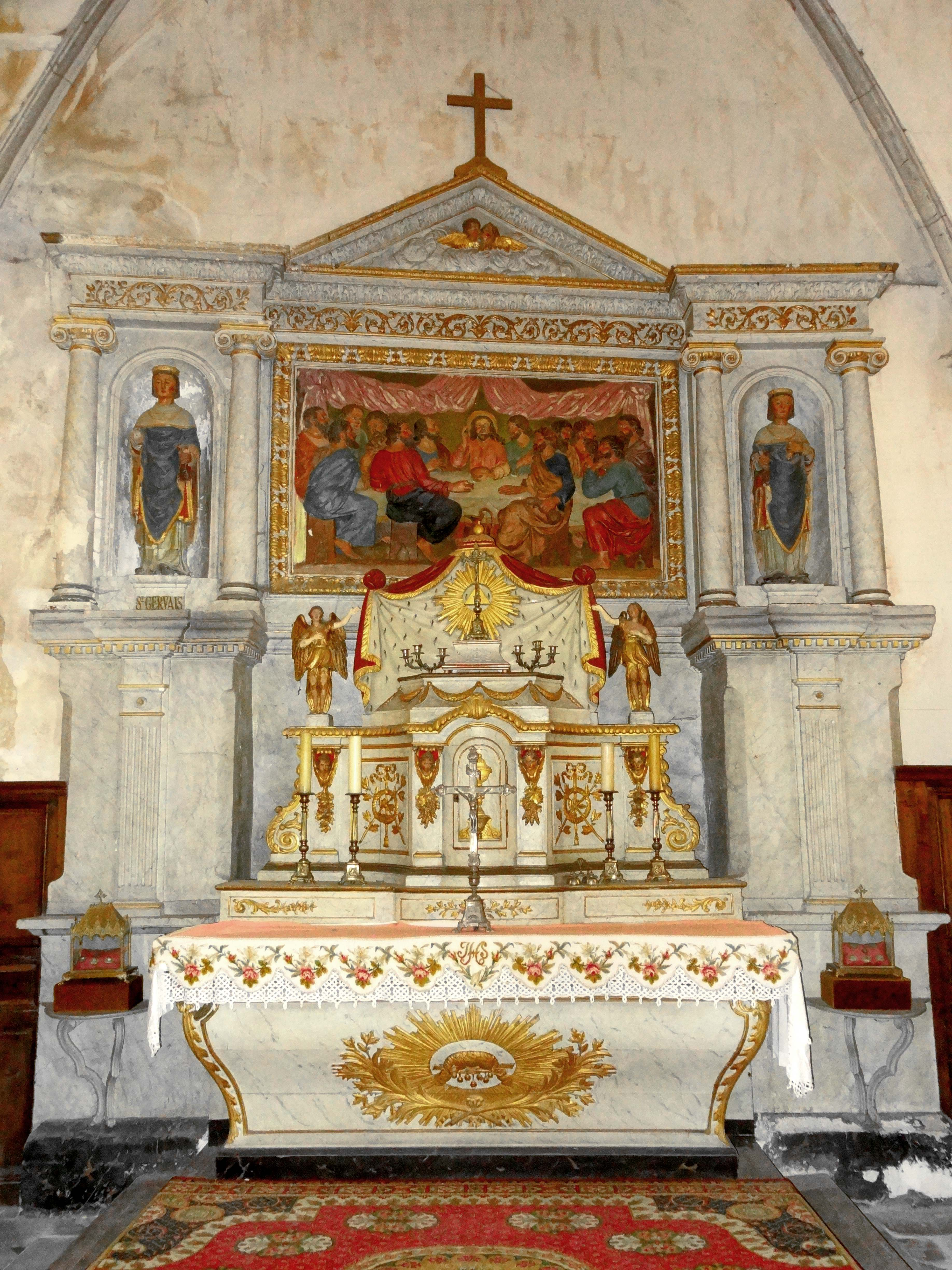
Ancien maître-autel, tabernacle et retable.

Parmi le mobilier de l'église, deux éléments ou ensembles sont classés monument historique au titre objet depuis novembre 1912. Il s'agit d'une statue de la Vierge à l'Enfant et d'un ensemble de trois chapes. Quelques autres statues et le retable du maître-autel méritent également l'attention.
- Parmi les trois chapes du XVIIIe siècle qui ont été classées ensemble, une seule est conservée. Les deux autres ont probablement été jetées lors de travaux d'aménagement dans la sacristie, en raison de leur mauvais état. La chape restante est en soie de couleur crème, et décorée de feuillages et de fleurs polychromes brodées, qui évoquent des œillets et des pensées. Elle est en mauvais état, avec des déchirures, des traces de raccommodages peu soignés, et quelques trous dans la doublure. Sauf sous le chaperon, la soie est décolorée sur toute la chape. Malgré ces réserves, l'habit est de belle facture, et peut être rapproché d'une autre chape conservée en l'église Notre-Dame de Marissel[21] (sans illustration).
- La statue de la Vierge à l'Enfant est en pierre calcaire taillée, et sculptée en ronde-bosse. Elle mesure 145 cm de hauteur, et date de la seconde moitié du XVIe siècle. Sa polychromie n'est plus que résiduelle. L'on identifié au moins trois couches successives, et des restes de dorures dorée. Les têtes sont d'une facture un peu grossière, et les visages inexpressifs. La Vierge est couronnée. Elle porte son Fils sur son bras gauche, et lui soutient les pieds de sa main droite. Ses vêtements sont traités avec un grand raffinement, ce qui fait la valeur artistique de l'œuvre. Jésus est nu. D'un geste tendre, il pose sa main droite sur la poitrine de sa mère[22]. Cette statue de grande qualité est à ne pas confondre avec une autre Vierge à l'Enfant en pierre, d'une silhouette trapue et d'une facture médiocre, dont l'Enfant a perdu sa tête.
- Les trois statues formant un groupe de calvaire, à savoir la Vierge de douleur, le Christ en croix et saint Jean, provenant de l'ancienne poutre de gloire, sont en bois polychrome. Elles ne sont pas datées. Elles ont été accrochées au-dessus de l'arc triomphal, ce qui correspond à leur emplacement primitif (les poutres de gloire étant accrochées sous l'arc triomphal).
- La statue de saint Jean est en pierre polychrome. Elle est de grandeur naturelle, et porte les caractéristiques du XVIIIe siècle. Comme attribut, il reste un petit calice, que l'Apôtre serre de sa main gauche.
- Une autre statue ancienne représente un saint non identifié tenant un livre fermé dans sa main gauche. Cette statue en pierre a perdu presque toute trace de polychromie, et est empâtée d'une épaisse couche de badigeons. Elle a perdu sa main droite.
- L'ancien maître-autel du XVIIIe siècle est en bois peint, et en forme de tombeau. Ses détails sculptés sont rehaussés par des dorures. Il s'agit des bordures et d'un bas-relief représentant l'agneau mystique placé sur le livre aux sept sceaux entouré de rayons de lumière, auxquels s'ajoutent deux branches de palmes nouées ensemble.
- Sur l'autel, est placé un tabernacle en forme d'édicule, qui est flanqué de deux larges ailes latérales galbées, cantonnées d'ailerons en forme de volutes. La porte du tabernacle arbore un calice, et les deux ailes latérales, une couronne de laurier se superposant à deux branches d'olivier placées diagonalement, et un ruban. Les trois segments sont encadrés de pilastres, dont chacun affiche en haut une tête de chérubin au-dessus d'un collier d'ailes, d'où part une chute de fleurs (aux deux extrémités), ou des épis de blé et des grappes de raisin (de part et d'autre du corps central). Un petit ange adorateur est placé au-dessus de chacun des deux pilastres d'extrémité. Ces deux anges désignent le petit crucifix qui domine le tabernacle. Ses petites dimensions donnent à penser qu'il ne s'agit pas du couronnement initial, mais d'une croix d'autel rapportée.
- Le retable est en bois peint en faux-marbre, et partiellement doré. Il se singularise par son très haut soubassement à deux niveaux. Le niveau inférieur, caché en grande partie par l'autel, est lisse. Le deuxième niveau, situé en partie derrière le tabernacle, comporte à gauche et à droite deux avant-corps faisant saillie. Chacun est garni d'un pilastre dorique cannelé en son milieu, et se termine par une corniche à denticules. Ce soubassement peut être considéré comme premier ordre du retable, mais il est en grande partie lisse. Le retable proprement dit est tripartite, et de faible hauteur en raison de son haut soubassement. Il se compose d'un corps central en léger retrait, qui sert de support à un grand bas-relief représentant la Cène, et de deux niches à statues abritant les deux saints patrons de l'église à gauche et à droite. Le cadre du tableau est sculpté de feuilles d'acanthe, et chacune des niches est cantonnée de deux colonnettes ioniques. Ces colonnettes supportent un entablement sans architrave, dont la métope est décorée d'une frise de rinceaux de style rocaille, et dont la corniche arbore les mêmes feuilles d'acanthe que sur le cadre du bas-relief de la Cène. Le corps central est surmonté d'un fronton triangulaire, sur lequel se détachent deux putti émergeant de nuées.

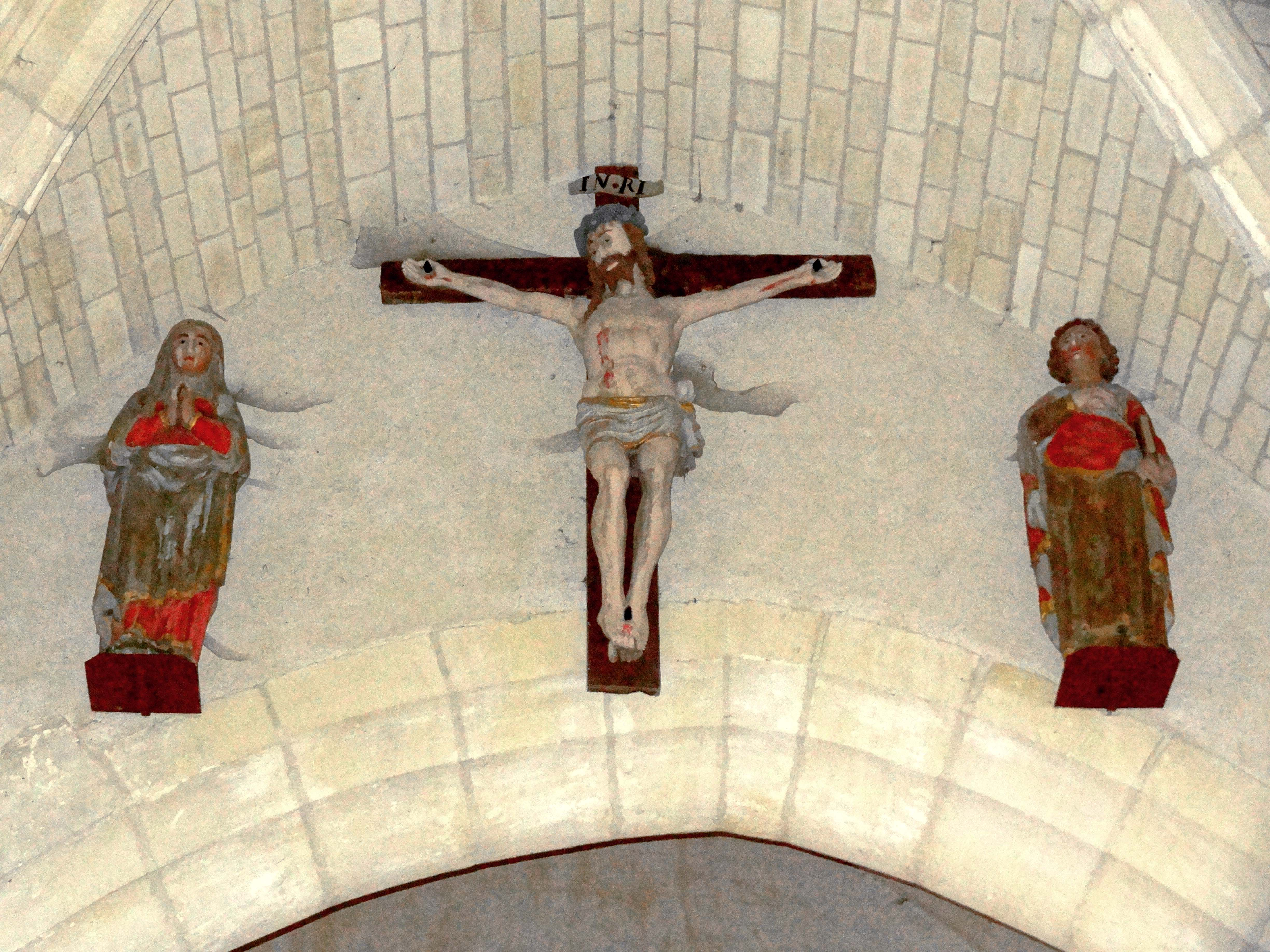
Groupe de calvaire.
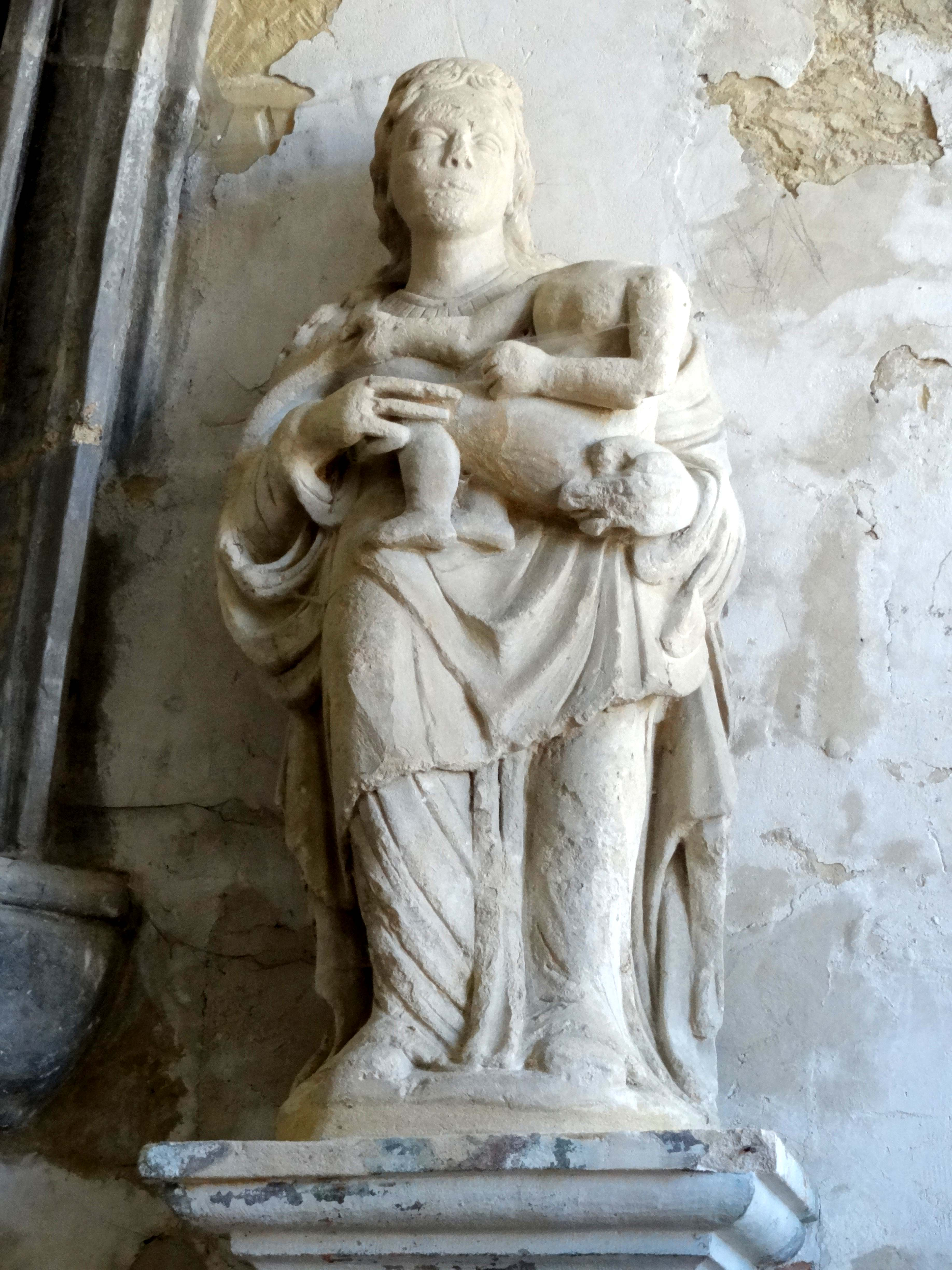
Vierge à l'Enfant.
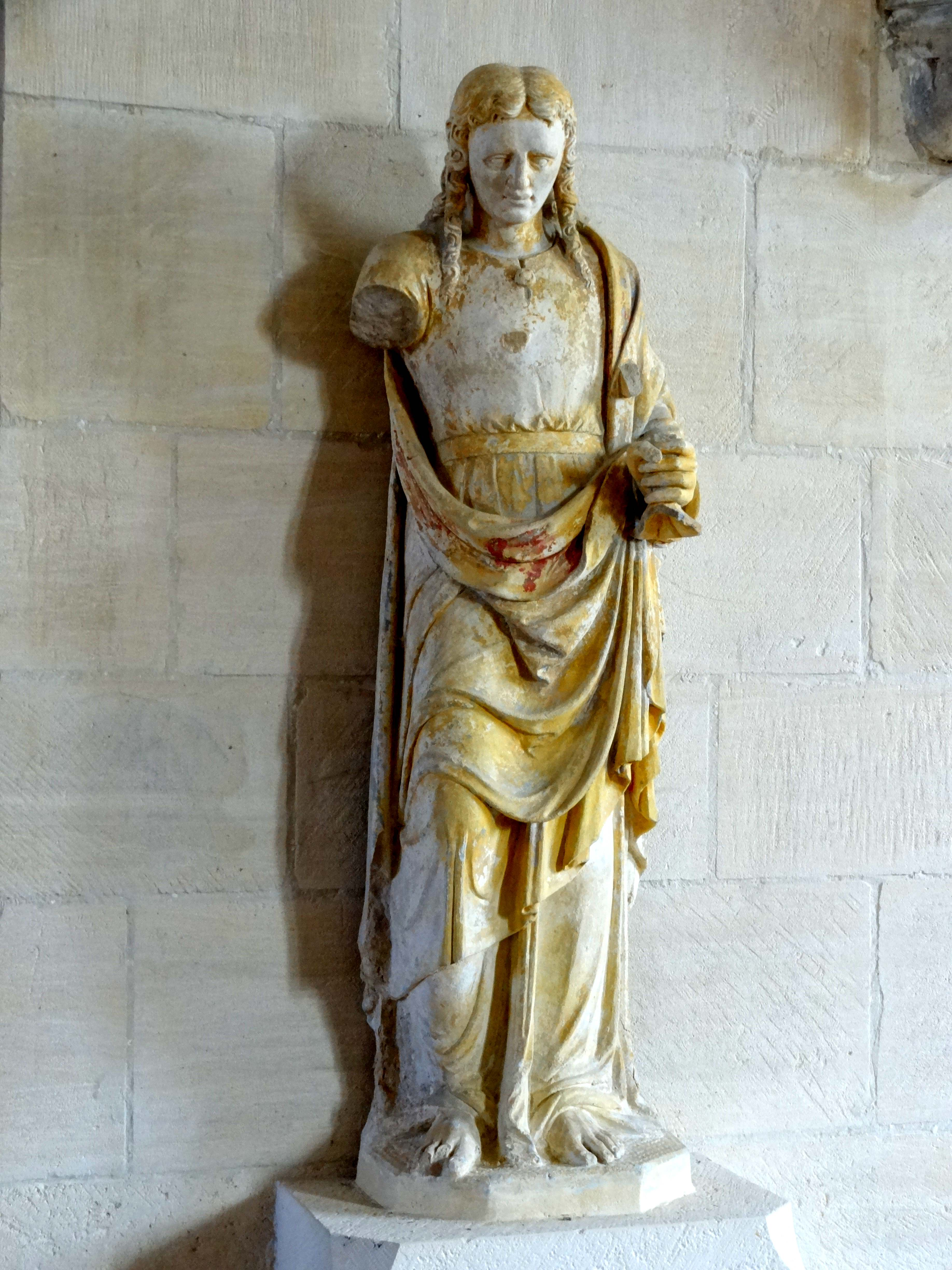
Saint Jean.
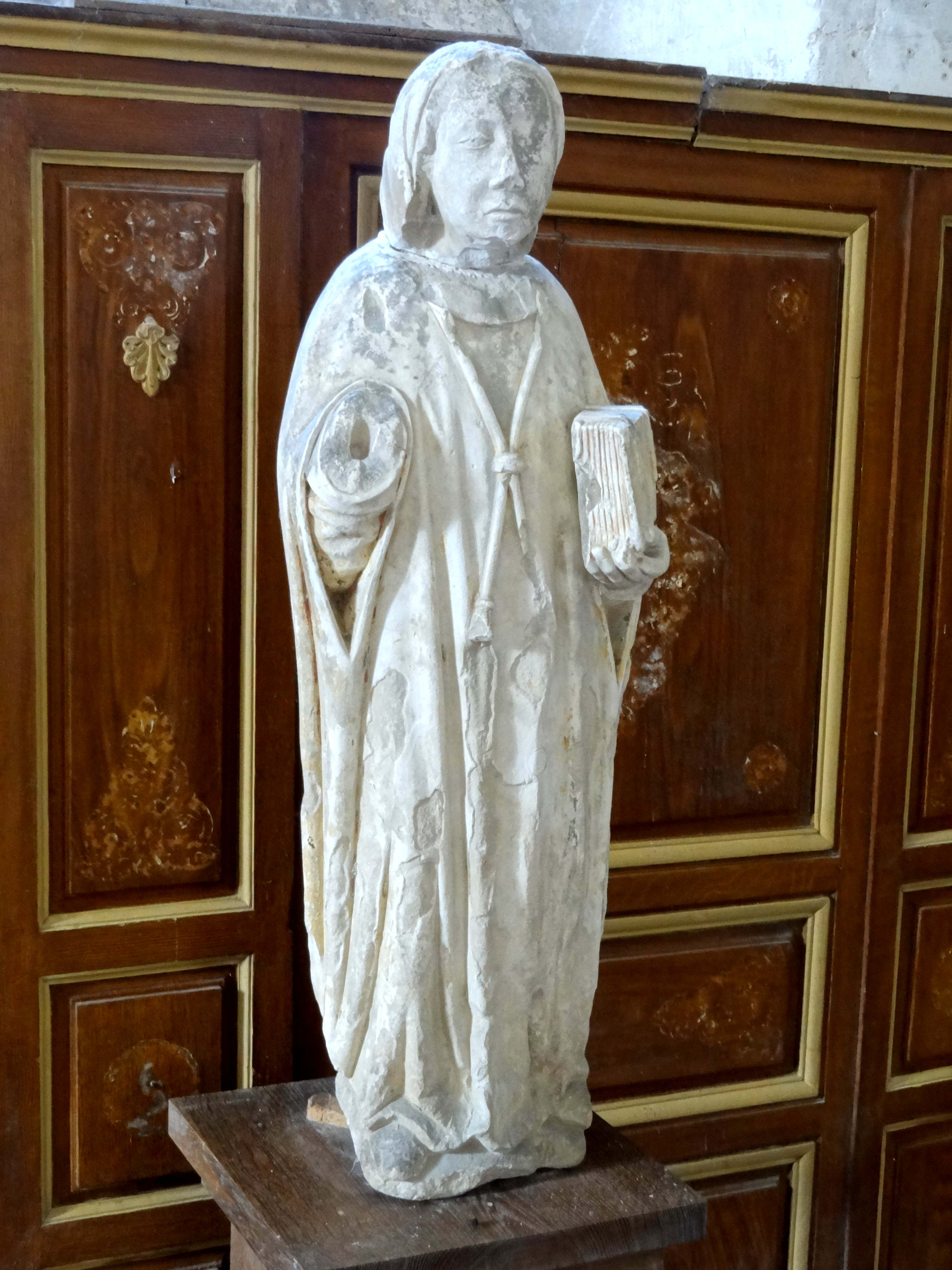
Saint non identifié.
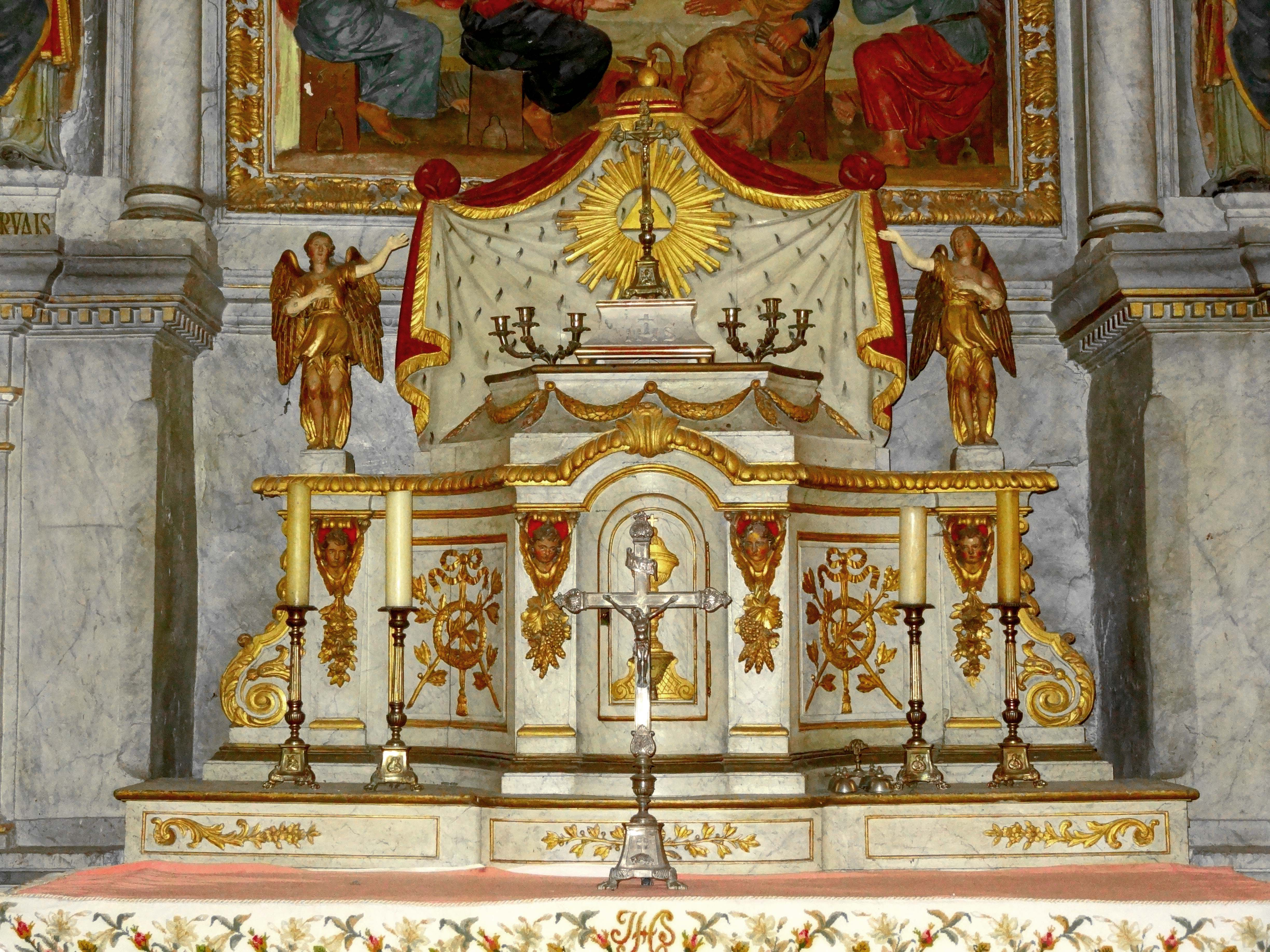
Tabernacle.
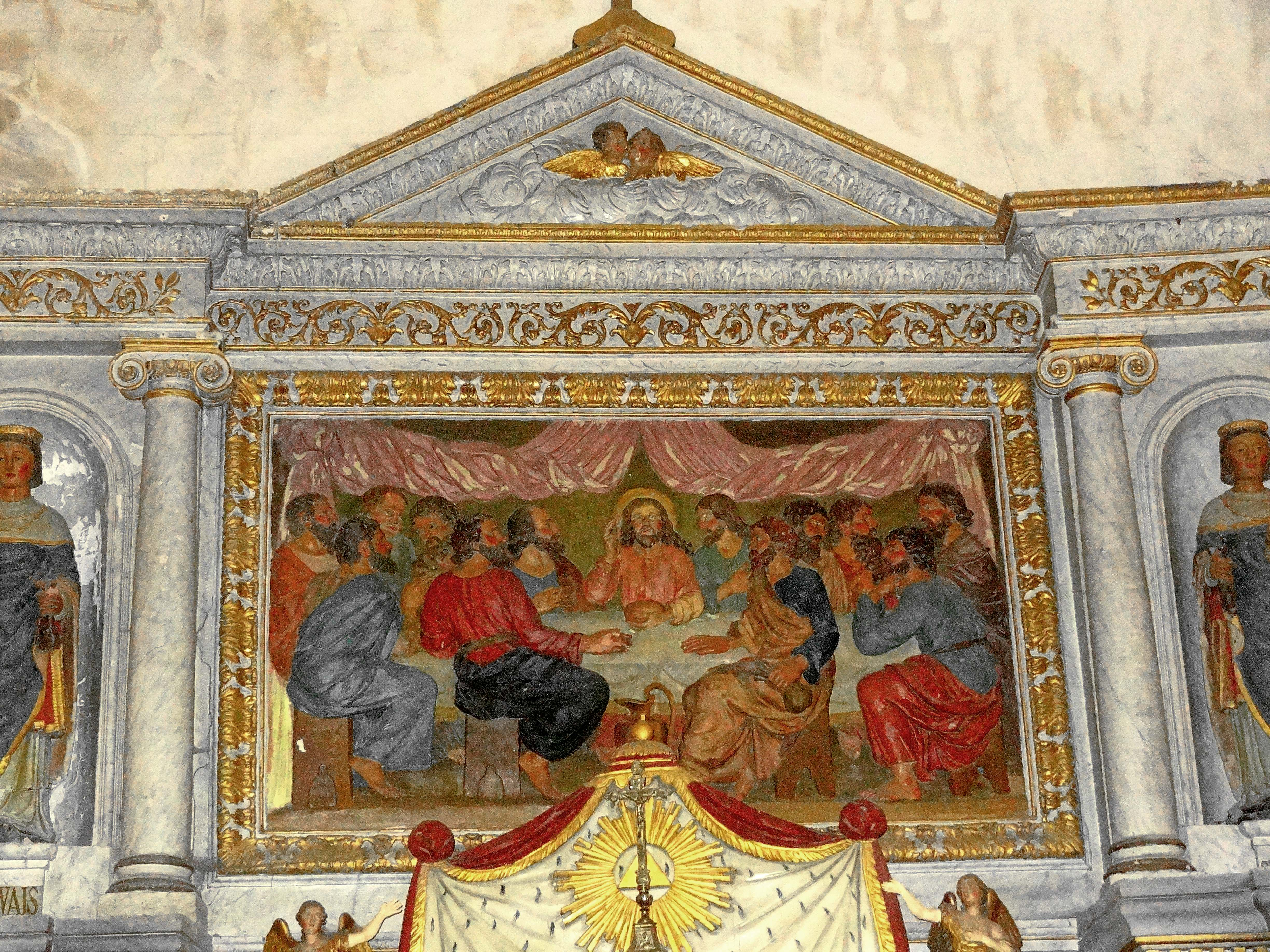
Retable, corps central.